# フランクリン・ルーズベルト
フランクリン・デラノ・ルーズベルト（英語: Franklin Delano Roosevelt、[ˈfræŋklɪn ˈdɛləˌnoʊ ˈroʊzəˌvɛlt]、1882年1月30日 - 1945年4月12日）は、アメリカ合衆国の政治家。FDRという略称でよく知られている。
ニューヨーク州議会上院議員（ダッチェス郡選出）、海軍次官、ニューヨーク州知事を歴任した。第32代アメリカ合衆国大統領（在任：1933年3月4日 – 1945年4月12日）。
姓は、ルーズヴェルトあるいはローズベルト、ローズヴェルトとも表記する。フランクリンはオランダ系移民の子孫であり、近年の多くの研究書や辞典類、教科書ではオランダ語風の発音であるローズヴェルトの表記が採用されている。

## 概説
世界恐慌および第二次世界大戦当時の大統領であり、20世紀前半の国際政治における中心人物の1人である。彼の政権下でのニューディール政策と第二次世界大戦への参戦による戦時経済はアメリカ経済を世界恐慌のどん底から回復させたと評価される。
ラジオを通じて国民との対話を重視した。歴代アメリカ合衆国大統領のランキングでの人気投票でほぼ上位5傑に入るなど、現在でもアメリカ国民からの支持は根強い。また、アメリカ史上唯一の重度の身体障害を持った大統領で、両足が不自由であった。
ルーズベルトはアメリカ政治史上で唯一3選以上された大統領である。初代のワシントン大統領が3選を固辞した故事から大統領は2選までというのが慣例だったが、戦時・有事を理由に1940年・1944年の大統領選挙に立候補して計4選された。後に憲法改正によって（修正第22条：1951年）、正式に大統領は2期までと定められた。
アメリカ経済の回復は同時に第二次世界大戦が起こるまでの間、デトロイト市の大工業地帯を枢軸国に対する「民主主義の兵器廠」に発展させた。これは戦後アメリカが国際的な覇権を握る原動力となった。連合国を提唱したルーズベルトの平和に対する国際組織の展望は死後に国際連合として結実した。
ルーズベルトの評価は立場で大きく分かれる。リベラル派（自由主義）から見ると、ニューディール政策をはじめとしたケインズ福祉国家的政策の開始は「恐慌への対策を具体化したもの」として評価され、「はじめて本格的な貧困層対策に取り組んだ」大統領として評価される。それまで南部の地域政党的色彩が強かった民主党に「世界恐慌の結果発生した貧困層の救済」という新たな目的を打ち出し、この2つの支持基盤を合わせる事によって「ニューディール連合」と呼ばれる大きな民主党支持基盤を形成してその後数十年に渡る議会における民主党の優位をもたらした。
保守派の中でもレーガンは、ルーズベルトのリーダーシップを賞賛した。他方、小さな政府を唱える保守派はニューディールにきわめて否定的な評価をしており、民主党のニューディール連合を崩すことで1980年代以降の共和党の勢力拡大は成功したといえる。ニューディール政策については、現在でも経済学者の間でその評価は分かれている。
また、最高裁判所判事の人事への介入による三権分立の民主主義原則への抵触や、大戦中に日系アメリカ移民に強制収容を行った事や、政権期間を通じて行われたアフリカ系アメリカ人公民権運動に対する事実上の妨害という人種差別的観点から行われた政策は、その立場を問わず各方面からの大きな批判を招いただけでなく、アメリカにおける人種差別の解消を遅らせる要因の1つとなった。
民主党政権としての「貧困層」と「人種マイノリティ」という別々の背景を持ったアメリカ社会における弱者に対する矛盾した態度の解決は、1960年代のジョン・F・ケネディとリンドン・B・ジョンソンの政権まで持ち越された。
在任日数4422日はアメリカ合衆国大統領史上最長の任期である。

## 生い立ちと家族

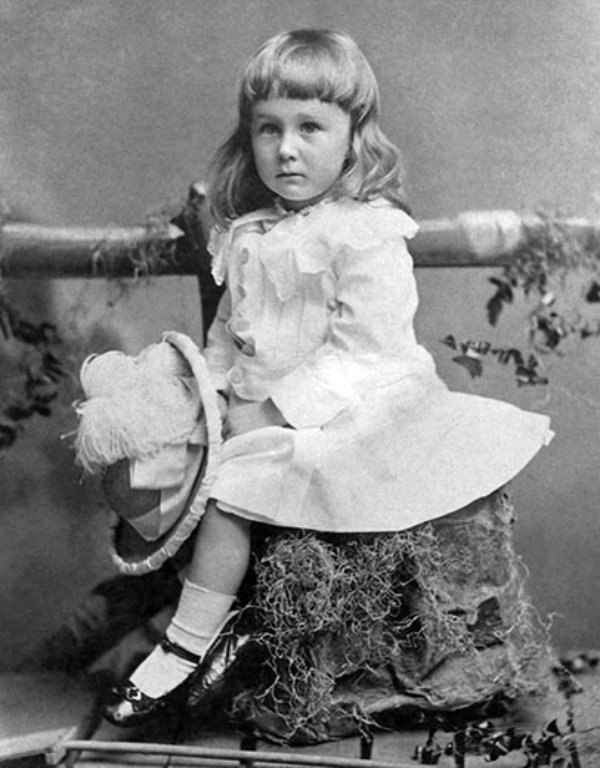
1884年撮影。当時は男児でも長い髪形やスカートの着用は一般的であった（詳しくはブリーチングを参照）。

1882年1月30日、ニューヨーク州北部のハイドパークで誕生する。父のジェームズ・ルーズベルト（1828年 - 1900年）はデラウェア・アンド・ハドソン鉄道の副社長であり裕福な地主であった。ルーズベルト家は1650年ごろにオランダのハールレムからニューヨーク（当時はニュー・アムステルダム）に移住したクラース・ヴァン・ルーズベルトに始まる。1788年にアイザック・ルーズベルトがポキプシーで行われたアメリカ合衆国憲法制定会議のメンバーとなり、それは曾々孫であるフランクリンの大きな誇りとなった。

父親とともに

18世紀にルーズベルト家は「ハイドパーク・ルーズベルト」家（19世紀から民主党支持）と「オイスター・ベイ・ルーズベルト」家（共和党支持）の二つに分かれる。オイスター・ベイの共和党員であった第26代大統領セオドア・ルーズベルトはフランクリンの遠縁の従兄であった。両家は政治的な違いにもかかわらず、親交が続いた。
母のサラ・デラノ（Sara Delano, 1854年 - 1941年）はフランス系プロテスタント教徒（ユグノー）であり、デラノ一族は阿片戦争のころから中国（清）とアヘンを含む貿易を手広く行って財を為していた。フランクリンは母サラの唯一の子供（大変な難産）として、再婚だった父ジェームズが54歳の時に生まれた。母違いの長兄ジェームズにはすでに息子があり、つまり父には孫より幼い息子であった。サラはフランクリンの幼少時のみならず、生涯、支配的な影響を与えた。

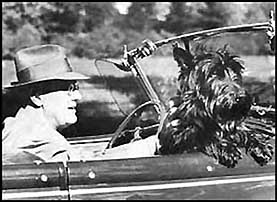
愛犬ファラとともに

この時代の富豪の子弟の例に漏れず、フランクリンは家庭教師の手によって教育を施された。同世代の子供と交流する機会はほとんどなかった。14歳の時、名門グロトン校に入学を果たしたものの、寄宿舎生活にはなじめなかった。1904年にハーバード大学、1908年にはコロンビア大学ロースクールを卒業。大学時代のフランクリンは学内紙の編集長を務める活躍ぶりを見せる一方で、セオドアも会員名簿に名を連ねていた名門クラブ『ポーセリアン』への入会に失敗している。
1908年にウォール・ストリート法律事務所での仕事を引き受ける前、1905年の聖パトリックの祝日にセオドア・ルーズベルトの姪（弟の子）であるアナ・エレノア・ルーズベルトと結婚した。この結婚式で、すでに亡くなっていた実父に代わり花嫁エレノアの腕を取ったのは大統領セオドア・ルーズベルトである。6人の子供（5男1女）をもうけ、4番目に生まれた息子エリオットはのちに作家となった。
1911年10月11日にニューヨーク州のホーランド・ロッジNo.8でフリーメイソンに入会。

## 初期の政治経歴と海軍との関係
1910年の州議会議員選挙でダッチェス郡から州上院に出馬。同郡では1884年以来民主党からの議員を選出していなかった。選挙では地滑り的勝利で当選する。1911年1月1日に議員に就任し、民主党を支配していた「タマニー・マシーン」に対する「反対分子」グループのリーダーとなった。連邦上院議員選挙が1911年1月16日、民主党幹部会議と共に始まり、二つの派閥の争いのため74日間行き詰まることとなる。3月31日にジェームズ・A・オゴーマンが選出され、タマニー派の候補ウィリアム・F・シーハンを打ち破ることでルーズベルトは目的を達成し、ニューヨークの民主党においても名声が高まった。
1913年、当時の大統領ウッドロウ・ウィルソンによって海軍次官に任命された。海軍長官のジョセファス・ダニエルズの下で同職を務め、海軍の拡張に尽力し、海軍予備役部隊を設立した。中米およびカリブ海諸国への干渉のために海軍と海兵隊を派遣した。1920年の大統領選挙において、副大統領候補のルーズベルトは海軍次官として1915年にハイチに課した憲法を起草したと主張した。
ルーズベルトは生涯を通じて海軍への愛情を育んだ。彼は海軍予算を承認させるため議会のリーダーとその他の政府の各省と交渉した。潜水艦の導入と、ドイツ潜水艦による連合国船団への脅威に対抗する戦力導入の熱心な支持者であった。そして、ノルウェーからスコットランドまでの北海に機雷を敷設し、機雷原を作り上げるよう提案した。1918年にはイギリスとフランスを訪問し、アメリカ海軍の施設を視察した。この訪問で彼は初めてウィンストン・チャーチルと面会した。1918年11月に第一次世界大戦が終了すると、ルーズベルトは復員業務を担当し、一方海軍の完全解体計画に反対した。1920年7月、ニューポート・セックススキャンダル（en）に関連した報道で海軍次官を辞職し、副大統領候補として大統領選に出馬した。
1920年民主党全国大会でルーズベルトは副大統領候補に選出され、大統領候補、オハイオ州知事のジェームズ・コックスと共に選挙戦に突入した。しかし両候補は共和党のウォレン・ハーディングに大敗。ルーズベルトは政界から引退しニューヨークで弁護士業を始め、新たに結成されたニューヨーク・シビタンクラブに加わった。

### ニューヨーク州知事から大統領選まで
1920年代、ニューヨークで態勢を立て直し、ニューヨーク市のタマニー派の対抗馬としてその名を馳せたものの、1922年のニューヨーク州知事選ではアルフレッド・E・スミスを支援し、自らのいとこである共和党候補のセオドア・ルーズベルト・ジュニアと対抗した。そのスミスは1928年大統領選で大統領候補に指名されると、ルーズベルトに自分に代わって州知事選挙に出馬するよう依頼した。一方のスミスは自らの地元でも共和党のハーバート・フーヴァーに敗れ、大統領選で大敗したが、他方のルーズベルトは知事に当選、改革派知事として多くの新しい社会計画を行った。1930年4月8日、ジョセフ・クレーターはルーズベルトによって州最高裁判所の判事に任命されている。1930年の再選の選挙運動では、ルーズベルトはニューヨーク市のタマニー協会の協力を必要とした。しかしながら、共和党の対抗馬チャールズ・H・タトルは選挙の争点としてタマニー協会の不正を取り上げるが、ルーズベルトは70万票以上の差をつけてタトルに勝利、知事2期目を務めることとなった。
こうしてルーズベルトは民主党の主要候補となり、1932年の大統領選に出馬する。現職のフーヴァーの劣勢が明らかだったため、指名戦は激しい争いとなった。アル・スミス（ニューヨーク州）は1928年の立候補に続き何名かの有力者の支持を取り付けるが、ニューヨーク民主党はルーズベルトが支配した。ルーズベルトは個人的なつきあいのある新聞王ウィリアム・ランドルフ・ハーストやアイルランド系アメリカ人コミュニティの指導者ジョセフ・P・ケネディ、カリフォルニアの有力者ウィリアム・マカドゥーらの人脈を、自らの全国的な支援運動に組み込んだ。テキサスの指導者、ジョン・N・ガーナーがルーズベルト支持を表明し、ルーズベルトから副大統領候補に指名された。選挙戦は「三つのR - 救済、回復および改革」の綱領で世界恐慌と戦うとして行われ、そのスピーチの中でニューディール（新規まき直しの意味）という用語を使用。選挙戦では、現職大統領フーヴァーの財政政策を無駄使いの権化（ごんげ）と徹底的に批判し、連邦政府の運営コスト削減の仕事を自分に任せてほしいと、緊縮財政を主張して政権を奪取した。1932年の選挙に勝った翌1933年2月15日、フロリダ州マイアミでルーズベルトは暗殺の難を逃れ、暗殺者はシカゴ市長アントン・J・サーマクを殺害した。

## 大統領
ニューディール政策

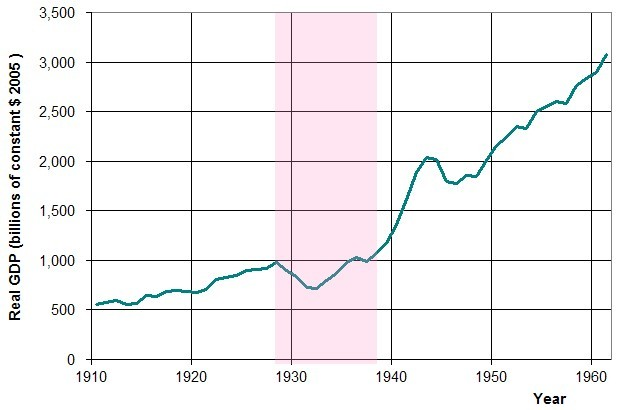
米国の実質GDP（1910-1960年）、赤色強調は大恐慌時代 (1929–1939年)。ルーズベルトの大統領就任は1933年。

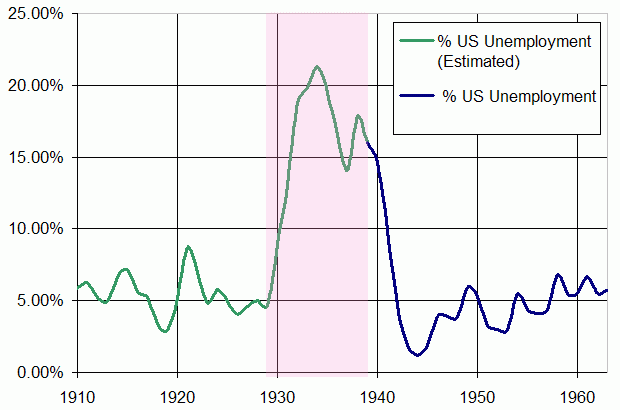
米国の失業率（1910-1960年）、赤色強調は大恐慌時代 (1929–1939年)。1939年以前は推定値、ルーズベルトの大統領就任は1933年。

世界恐慌に対しては有効的な対策を取れないまま大統領職を退いた前任のハーバート・フーヴァーに対し、ルーズベルトは1933年4月から「ニューディール政策」と呼ばれる、政府による経済への介入（積極的な経済政策）を実施した。テネシー渓谷開発公社、民間植林治水隊(Civilian Conservation Corps, CCC)、公共工事局 (Public Works Administration, PWA)、公共事業促進局、社会保障局、連邦住宅局 (Federal Housing Administration, FHA)などを設立し大規模公共事業による失業者対策を行うなど、ケインジアン的な政策であった。ほか団体交渉権保障などによる労働者の地位向上・社会保障の充実などの政策を行った。ルーズベルトが就任した1933年以降、景気は回復過程に入り、実質GDPが1929年を上回った1936年の大統領選挙では当時の一般投票歴代最多得票率（60.80%）で再選。両院議員選挙も民主党が制し政権を盤石なものとした。しかし、1937年の金融・財政の引き締めによる景気後退もあり、結局任期の1期目と2期目である1933年から1940年の期間には名目GDPや失業率は1929年の水準までは回復しなかった。
その後1941年12月の第二次世界大戦への参戦による史上最大の軍拡、軍需経済、戦時経済の著しい増大によってアメリカ経済は完全に回復し、失業者も激減した。近年では第二次世界大戦が無くても成功したのではないかという意見と、最初から大戦の開戦が無ければ成功しえない政策であったという意見（ミルトン・フリードマンら）がある。アメリカ合衆国連邦政府が公開している経済統計によると、アメリカ合衆国の実質GDPが1929年を上回った年度は1936年、名目GDPが1929年を上回った年度は1941年、失業率が1929年を下回った年度は1943年である。
前政権に増しての財政緩和政策、大統領令によって市民に金貨、金塊の保有を禁止しての管理通貨制度の確立は、ケインジアンの立場からは有効な政策であったとされている。
ラジオ放送による演説（炉辺談話）

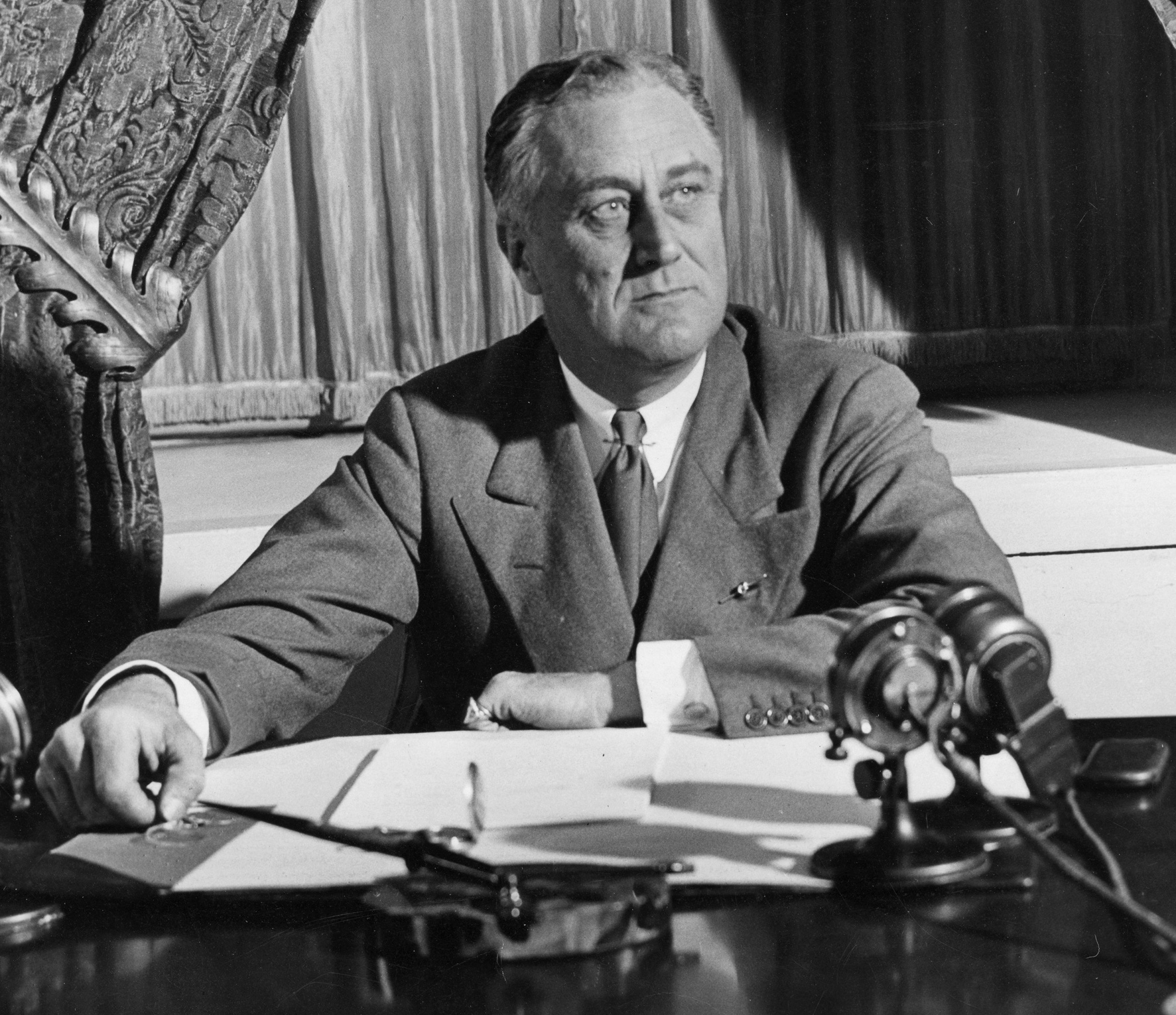
マイクの前に座るルーズベルト

ルーズベルト大統領は、当時最も浸透していたメディアであったラジオ放送を通して演説し、毎週直接アメリカ国民に訴えかけるスタイルを重視した、メディアを巧みに利用した大統領として知られている。これによって銀行の倒産を巡るパニックは収まった。ルーズベルトの行った毎週のラジオ演説は「炉辺談話」（fireside chats） と呼ばれ、アメリカ国民に対するルーズベルトの見解の発表の場となった。それはルーズベルトの人気を支え、大戦中のアメリカ国民の重要な士気高揚策となった。またアメリカ国民の不安を解消し、安心を与えた。

### 大統領顧問団
| 職名     | 氏名                               | 任期            |
| -------- | ---------------------------------- | --------------- |
| 大統領   | フランクリン・D・ルーズベルト      | 1933年 - 1945年 |
| 副大統領 | ジョン・N・ガーナー                | 1933年 - 1941年 |
| 副大統領 | ヘンリー・A・ウォレス              | 1941年 - 1945年 |
| 副大統領 | ハリー・S・トルーマン              | 1945年          |
| 国務長官 | コーデル・ハル                     | 1933年 - 1944年 |
| 国務長官 | エドワード・ステティニアス         | 1944年 - 1945年 |
| 陸軍長官 | ジョージ・ヘンリー・ダーン         | 1933年 - 1936年 |
| 陸軍長官 | ハリー・ハインズ・ウッドリング     | 1936年 - 1940年 |
| 陸軍長官 | ヘンリー・L・スティムソン          | 1940年 - 1945年 |
| 財務長官 | ウィリアム・ウッディン             | 1933年 - 1934年 |
| 財務長官 | ヘンリー・モーゲンソウ             | 1934年 - 1945年 |
| 司法長官 | ホーマー・S・カミングス            | 1933年 - 1939年 |
| 司法長官 | ウィリアム・F・マーフィー          | 1939年 - 1940年 |
| 司法長官 | ロバート・H・ジャクソン            | 1940年 - 1941年 |
| 司法長官 | フランシス・ビドル                 | 1941年 - 1945年 |
| 郵政長官 | ジェームズ・A・ファーレイ          | 1933年 - 1940年 |
| 郵政長官 | フランク・C・ウォーカー            | 1940年 - 1945年 |
| 海軍長官 | クロード・スワンソン               | 1933年 - 1939年 |
| 海軍長官 | チャールズ・エジソン               | 1940年          |
| 海軍長官 | ウィリアム・フランクリン・ノックス | 1940年 - 1944年 |
| 海軍長官 | ジェイムズ・フォレスタル           | 1944年 - 1945年 |
| 内務長官 | ハロルド・L・アイクス              | 1933年 - 1945年 |
| 農務長官 | ヘンリー・A・ウォレス              | 1933年 - 1940年 |
| 農務長官 | クロード・レイモンド・ウィッカード | 1940年 - 1945年 |
| 商務長官 | ダニエル・カルフーン・ローパー     | 1933年 - 1938年 |
| 商務長官 | ハリー・ロイド・ホプキンス         | 1939年 - 1940年 |
| 商務長官 | ジェス・H・ジョーンズ              | 1940年 - 1945年 |
| 商務長官 | ヘンリー・A・ウォレス              | 1945年          |
| 労働長官 | フランシス・パーキンス             | 1933年 - 1945年 |

最高裁判所判事
- ヒューゴ・ブラック (AL) 1937年8月19日 - 1971年9月17日
- スタンリー・フォーマン・リード (KY) 1938年1月31日 - 1957年2月25日
- フェリックス・フランクヒューター (MA) 1939年1月30日 - 1962年8月28日
- ウィリアム・O・ダグラス (CT) 1939年4月17日 - 1975年11月12日
- ウィリアム・F・マーフィー (MI) 1940年2月5日 - 1949年7月19日
- ハーラン・F・ストーン（最高裁長官、NY）1941年7月3日 - 1946年4月22日
- ジェームズ・F・バーンズ (SC) 1941年7月8日 - 1942年10月3日
- ロバート・H・ジャクソン (NY) 1941年7月11日 - 1954年10月9日
- ウィリー・B・ラトレッジ (IA) 1943年2月15日 - 1949年9月10日

## 第二次世界大戦への参戦
1910年代から1930年代の戦間期のアメリカ海兵隊は、独立した戦闘能力を維持するために小規模な師団的な部隊を大隊単位で恒常的に設置するようになり、中米・カリブ海諸国に派遣されていたが（バナナ戦争）、1927年にニカラグアで始まったサンディーノ戦争で、アウグスト・セサル・サンディーノ将軍率いるゲリラ部隊に苦戦し、1933年に大統領に就任したルーズベルトは、ニカラグアと他の中米諸国から海兵隊を撤退させ、軍事占領を解く代わりに、キューバにはバティスタ政権、ニカラグアにはソモサ政権などのアメリカ合衆国の傀儡（かいらい）政権を樹立して間接的に支配する政策に転換し、ドミニカ共和国のトルヒーヨ政権のようにすでに樹立されていた傀儡政権に対する支配を継続した。ルーズベルトを支持する人はその政策を軍事占領を解いたことを論拠にして、傀儡政権による間接支配政策は論拠にせずに善隣政策と表現している。1933年12月、海軍長官命で艦隊海兵軍が創設された。これは、海兵隊に長期遠征から敵海軍基地の奪取という任務の変化をもたらした。
就任後から1937年の隔離演説発表まで、表面上は日本に協調的姿勢を見せて日本と中国間の紛争には一定の距離を置く外交政策を取っていた。
1939年9月、ヨーロッパで第二次世界大戦が勃発。アメリカ政府は、イギリス寄りだが武器援助以外には基本的に介入しない政策を取っていた。これは、第一次世界大戦に参戦した経験からヨーロッパの戦争に関わるのは極力避けたい、と考えていたアメリカ国民の世論を意識してのことであった。
また、名目上でもそうしなければならなかった理由として、ルーズベルトは大統領就任前の選挙中から「戦争はしない」という公約を掲げており、対日開戦はその意味でアメリカ国民に対する公約違反だとする批判も存在する。
戦時下のヨーロッパでナチ党のアドルフ・ヒトラー率いるドイツ国防軍に、バトル・オブ・ブリテンにおいてイギリス本土上陸寸前まで追いつめられていたイギリスのウィンストン・チャーチル首相や、日華事変で日本と戦闘状態にあった中華民国の蔣介石総統の夫人でアメリカ留学経験もある宋美齢が、数度にわたり第二次世界大戦への参戦や日中戦争におけるアメリカの支援、参戦をルーズベルトに訴えかけていた。
当時、アメリカ政府はイギリスや中華民国に対し多大な支援を行っており、特に多額の戦債をつぎ込んだイギリスが負けることは避けたかった。ルーズベルト自身も選挙では、戦争に介入しないと宣言して当選しており、参戦をしたくても出来ない状況にあった。ルーズベルトはモンロー主義に閉ざされていたアメリカ国民に対し、「欧州やアジアの戦争はアメリカに関係ないという人たちがいる。しかし、戦争を引き起こしている者にアメリカにつながる大海原の支配権を渡すわけにはいかない」とラジオで諭している。

### 隔離演説から参戦まで

#### 隔離演説
1937年には、最高裁改革の失敗や労働争議の頻発、景気後退、さらにはまたルーズベルトと同じ民主党の保守派議員が、ニューディール阻止の為に共和党との超党派ブロックを結成するなどして、ルーズベルトは孤立し、議会に対する影響力を低下させており、その様子はまるで「まったく棄てられた指導者」であったといわれる。
1937年8月30日、中華民国は国際連盟に対して、盧溝橋事件などの日本の行動が不戦条約および九ヶ国条約に違反すると主張し、措置を取るよう提訴した。9月6日、ルーズベルトは「世界の政府間の平和のためにアメリカが先頭に立って 大掃除をする準備ができていることを公にする」と財務長官のヘンリー・モーゲンソーと国務長官のコーデル・ハルに語り、1937年(昭和12年)10月5日、世界で行われつつあるとする侵略行為を非難するために「病人」になぞらえて隔離演説（隔離声明、防疫演説）(en:Quarantine Speech)をシカゴで行った。

「世界の九割の人々の平和と自由、そして安全が、すべての国際的な秩序と法を破壊しようとしている残り一割の人々によって脅かされようとしている。（中略）不幸にも世界に無秩序という疫病が広がっているようである。身体を蝕む疫病が広がりだした場合、共同体は、疫病の流行から共同体の健康を守るために病人を隔離することを認めている」
演説は直接には特定の国家を名指しすることはなかったものの、一般には従来の棍棒外交をあらためて否定し、ドイツやイタリア、日本などの国政実行を非難するルーズベルトの政策理念を表明する演説と考えられている。演説のなかでは、「宣戦の布告も警告も、また正当な理由もなく婦女子をふくむ一般市民が、空中からの爆弾によって仮借なく殺戮されている戦慄すべき状態が現出している。このような好戦的傾向が漸次他国に蔓延するおそれがある。彼ら平和を愛好する国民の共同行動によって隔離されるべきである」とも語られた。なおハルの証言では、アメリカ国務省が作成した演説原案には「隔離」の部分はなく、演説直前にルーズベルト自身が入れた。
翌1938年10月6日には国務省声明を発表し、中華民国における日本の行為を、アメリカは九カ国条約とケロッグ-ブリアン条約（パリ不戦条約）違反とみなし、声明は国際連盟の決議に沿うものとして、日本を明確に名指した。ただし、アメリカはその加盟国ではなかった。

#### 隔離演説の反響
隔離演説はニューヨーク・タイムズやコロンビア大学学長のニコラス・バトラーから賞賛される一方、ウォールストリート・ジャーナルは「外国への手出しをやめろ、アメリカは平和を欲する」という記事を掲載し、シカゴ・ トリビューンは、ルーズベルトはシカゴを「戦争恐怖の世界的ハリケーンの中心」に変えたと報じ、また国務長官であるハルもこの「隔離」や「伝染病」というレトリックは無用の反対をもたらしたとして批判した。さらに『クリスチャン・センチュリー』誌（en）は「もしアメリカが中国のために参戦すれば、その結果はひとりソビエトの勝利に終わるであろう」と警告した。挑発的な内容を持つこの隔離演説はアメリカ国内で非難を受け、演説後、6つの平和主義団体が「ルーズベルトはアメリカ国民を世界大戦の道に連れて行こうとしている」との声明を出した。アメリカ労働総同盟は「アメリカの労働者はヨーロッパ、アジアの戦争に介入することを欲しない」との決議を行った。アメリカを参戦させないための請願に2500万人の署名を求める運動も始まった。
日本でこの隔離演説が報道されると、毎日新聞は「米大統領の諷刺演説に應酬―率直にわが眞意吐露‘戦争’も已むを得ず」「紛争國“隔離”を提唱―米大統領演説」と題した記事で、朝日新聞は「米大統領獅子吼―平和確保に協力せん」と題してこの演説が日本を指すものとして報道した。また松方幸次郎は日本駐在の参事官ユージン・ドゥーマンに対して日本海軍はこれまで慎重論であったが、この隔離演説に対して強烈な反感を抱いていると伝えた。
駐米ドイツ大使のハンス・ディックホフ（en）は、演説の直接的なきっかけは、中国での日本の行動にあり、また大統領を悩ませていた黒人（アフリカ系）問題から大衆の気をそらせる意図もあるとドイツ本国へ伝えた。
なおニューヨークタイムズ記者のアーサー・クロックは「隔離声明以来、ルーズベルト大統領は、日本の敵意を煽り、枢軸側へ追いやるために、あらゆる手段を駆使した」としている。日独伊を敵視する一方で、共産主義の下に恐怖政治を敷いていたスターリンと親交のあったルーズベルトは、ソ連によるフィンランド、ポーランド、およびバルト三国侵略については黙認していた。
また隔離演説は、アメリカ国民を戦争に順応させるレトリック的キャンペーンの始まりを告げるものであったともいわれる。

#### ブリュッセル会議とパナイ号事件
中華民国の国連への提訴と、アメリカ大統領による隔離演説を経て、同年11月3日から24日にかけて、ブリュッセル会議（九ヶ国条約会議）が開催。日本側は出席を拒否した。アメリカは隔離演説で見せたような挑発的な言明は避け、会議で国務次官のウェルズは「日本を侵略者呼ばわりするのは我々の考えではない。日本を懲罰するのではなく単に意見を交換するだけだ」と述べ、中国を失望させた。
12月12日には、日本海軍機が米国の警備船「パナイ号」を爆沈したパナイ号事件が起きるが、アメリカはこの事件をもって開戦とはしなかった。西川秀和はその理由を「日本政府が速やかに賠償に応じたことも一因であるが、アメリカ国民の一般感情が強硬策を求めるまでに沸騰しておらず、第一次世界大戦後の孤立主義的傾向を完全に払拭するまでに至らなかったことに大きな原因がある」としている。ルーズベルトはパナイ号事件に激怒していたが、隔離演説で予想を上回る反発が世論に起きたため、挑発的な言辞を使用することも報復的な対策をとることもなかった。

#### 対中支援工作
ルーズベルトは、1937年7月7日の盧溝橋事件勃発後の日中戦争（当時日本側呼称：支那事変、近衛文麿首相・第1次近衛内閣）にあたり、大量の軍事物資を援蔣ルートを通じて蔣介石率いる国民党政権に送り続けた。1939年7月には日本政府（平沼騏一郎首相、平沼内閣）に対し日本の中国侵略に抗議するとして日米通商航海条約の廃棄を通告した。通告6カ月後の米内内閣（米内光政首相）下の1940年（昭和15年）1月26日に同条約は失効し、日米関係は無条約時代に入った。また、クレア・リー・シェンノートが当時は国民党に雇用されていて、シェンノートの指揮のもとに組織されたアメリカの退役軍人を中心とする義勇軍「フライング・タイガース」を1941年に中華民国へ派遣させるなどした。なお蔣介石は、1928年からドイツ軍事顧問団による指導を受けていたが、1938年に軍事顧問団は引き上げている。また蔣介石の顧問に任命されていたオーウェン・ラティモアは日本軍の中国撤兵を要求する暫定協定に反対するよう蔣介石に助言してもいる。

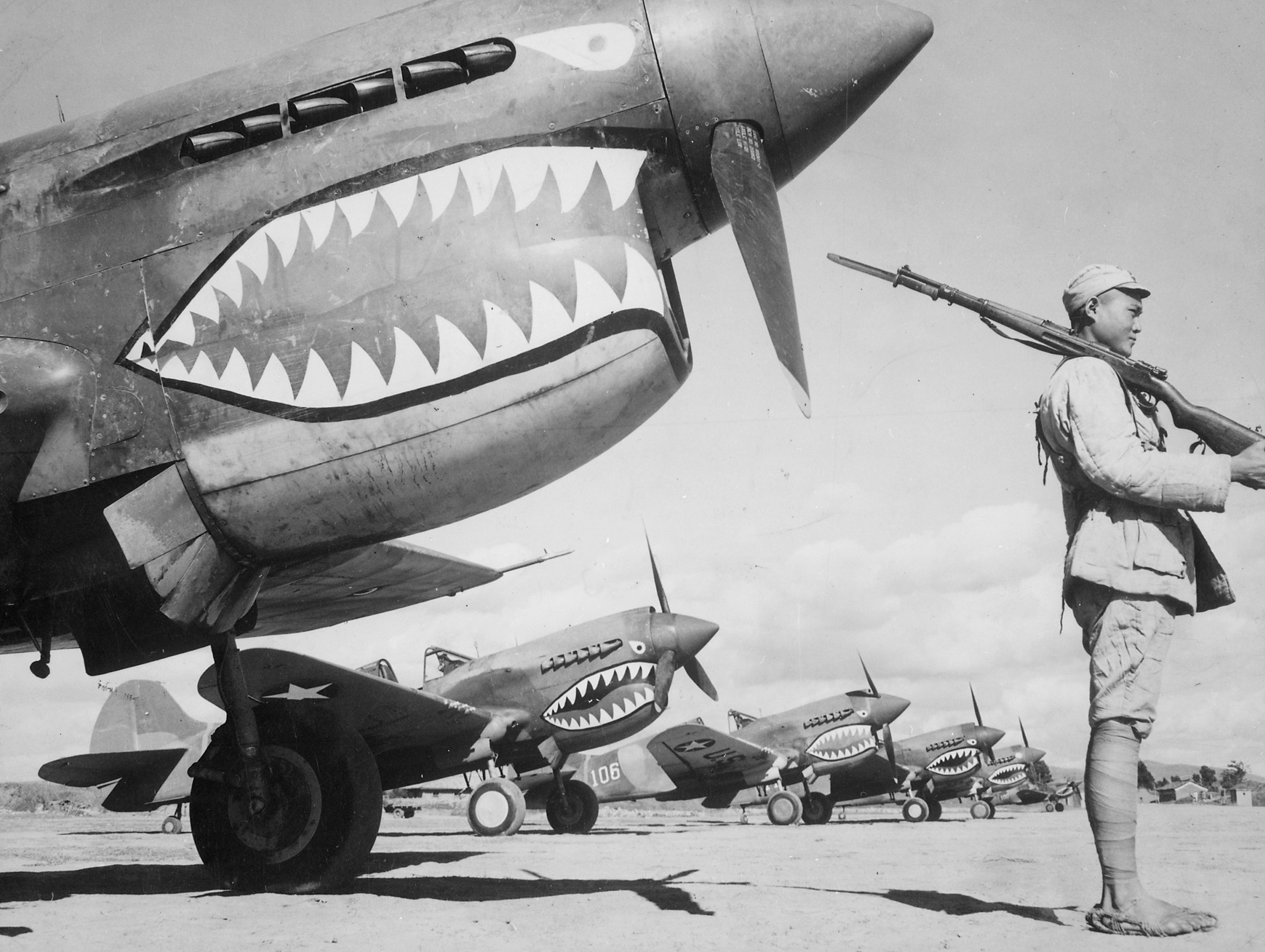
駐機するアメリカ軍機を警護する中華民国軍の兵士

#### レンドリース法
1940年7月10日、スティムソンが陸軍長官に復帰した。同時にやはり共和党員であるフランク・ノックスが海軍長官となる。これらの人事は、第2次大戦への参戦を意識したものであった。スティムソンは、9月には選抜徴兵制を導入して、140万人以上の兵員動員を可能とした。
1941年3月にはレンドリース法（武器貸与法）を成立させ、大量の軍用機・武器や軍需物資を中華民国、イギリス、ソビエト連邦、フランスその他の連合国に対して供給した。終戦までに総額501億ドル（2007年の価値に換算してほぼ7000億ドル）の物資が供給され、そのうち314億ドルがイギリスへ、113億ドルがソビエト連邦へ、32億ドルがフランスへ、16億ドルが中国へ提供された。

#### 日米交渉から開戦まで

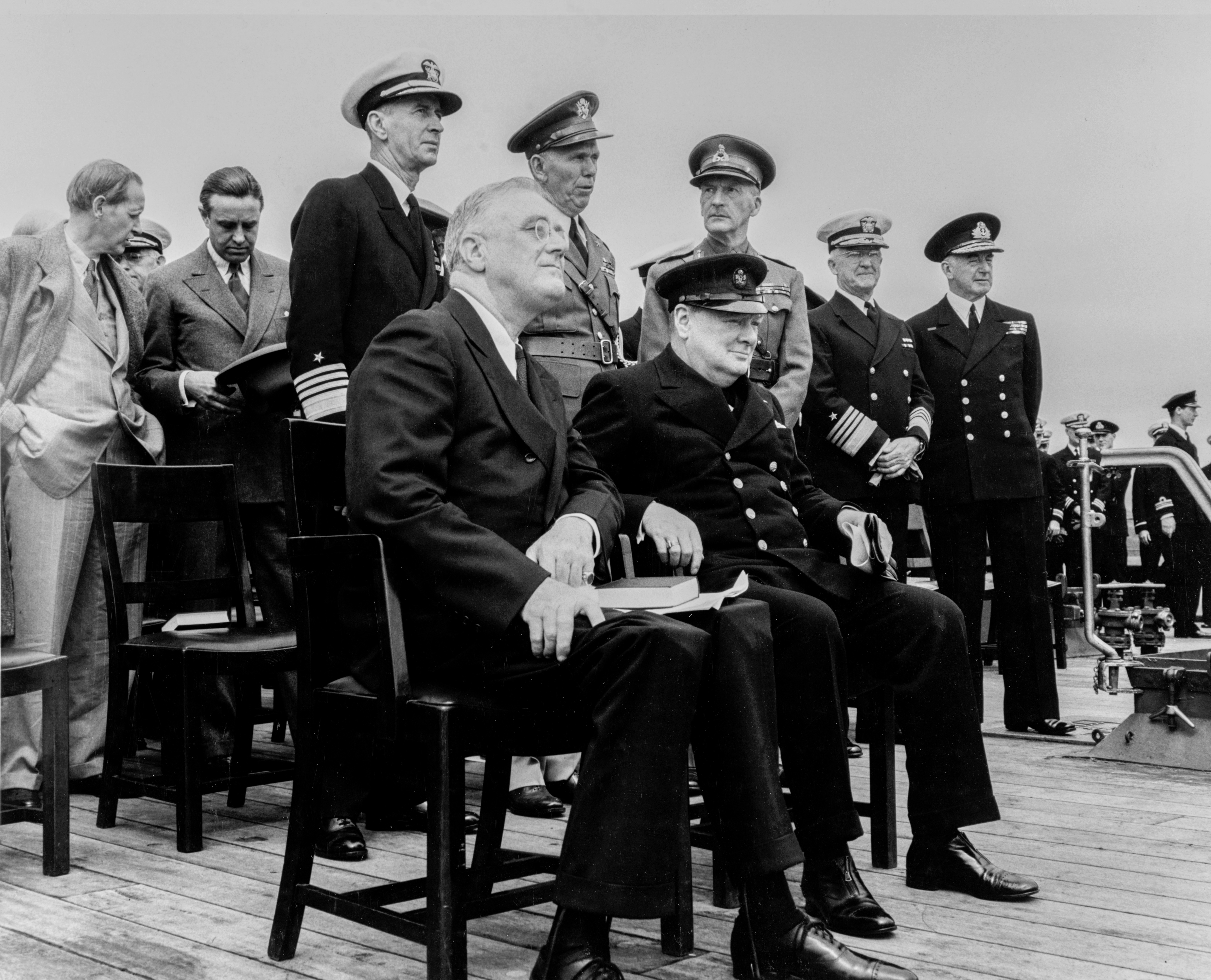
大西洋会談において、戦艦上のルーズベルト米大統領とチャーチル英首相

1941年4月からは日中間の戦争調停と日米間の和平合意を目指す日米交渉が本格化した。しかし、日独伊三国同盟問題や満州国など日米の溝は大きく、交渉はまとまらなかった。当時日本の指導部（第2次近衛内閣）は日米の国力の差を考え対米戦争に対して消極的であった。
しかし、1941年7月2日に策定された情勢ノ推移ニ伴フ帝国国策要綱によるフランス領インドシナやオランダ領東インドへの進駐計画はアメリカとの衝突をも予期したものであった。7月18日に第3次近衛内閣発足後、日本が平和目的であるとしながらも南部フランス領インドシナ進駐をほのめかすようになると、7月25日に在アメリカの日本資産凍結を行った。しかし7月28日に進駐が実行され、8月1日にアメリカは「日本を含む全侵略国」への石油禁輸を行った。第二次世界大戦における自陣営拡大の希望を持つドイツとイギリスは日米交渉打ち切りを外部から働きかけていた。ロナルド・リンゼイ駐米英国大使は「ルーズベルト大統領は戦争を避けるため、経済封鎖に固執していた」と述べている。
またこの間の1941年8月9日から12日にかけて、イギリスのチャーチル首相と大西洋会談を行い米英首脳共同の調印で、「大西洋憲章」を発表した。8月17日の野村・ルーズベルト会談において、豊田貞次郎外相は首脳会談による調整を提案したが、ルーズベルトは日本側の態度変更がない限り応じられないと回答した。またハミルトン・フィッシュ3世（en:Hamilton Fish III）によれば、近衛首相はルーズベルト大統領との会談を希望したが、すでに対日戦を決意していたルーズベルトは会談の要請を拒絶したという。また駐日米国大使のジョセフ・グルーも首脳会談の開催を強く要請したが、ルーズベルト政権は「会談の必要なし」として却下している。
以降10月18日に発足した東條内閣（東條英機首相）と水面下の対日交渉に臨むものの、11月27日に日本側が最後通告と受け取ったハル・ノートが手交された。日本側は12月1日の御前会議で対米開戦を正式決定したが、12月6日にルーズベルトは昭和天皇宛に「平和を志向し関係改善を目指す」親電を送った。しかしこの日は日本側の交渉打ち切り文書である「対米覚書」が野村吉三郎大使に渡された日だった。
1941年12月7日（日本時間で12月8日）の日本軍による真珠湾攻撃の報告があった。補佐官のハリー・ホプキンスがその情報の信憑性を疑っていたのに対して、ルーズベルトは「たぶん本当だ」「これはまさに日本人がやりそうな種類の予期せぬ出来事だ」と述べている。その後に緊急会議が招集されたが、まだ情報が不十分であったので、夜8時半に各省の長官を集めて再度会議を招集することを決めて一旦散会したが、会議の参加者はルーズベルトがほっとしているようだと感じている。妻のエレノアも「フランクリンは心配していたが、長い間そう見えていたよりは落ち着いて見えた。やっと賽が投げられたことを知ってほっとしたのであろう。」と振り返っていた。

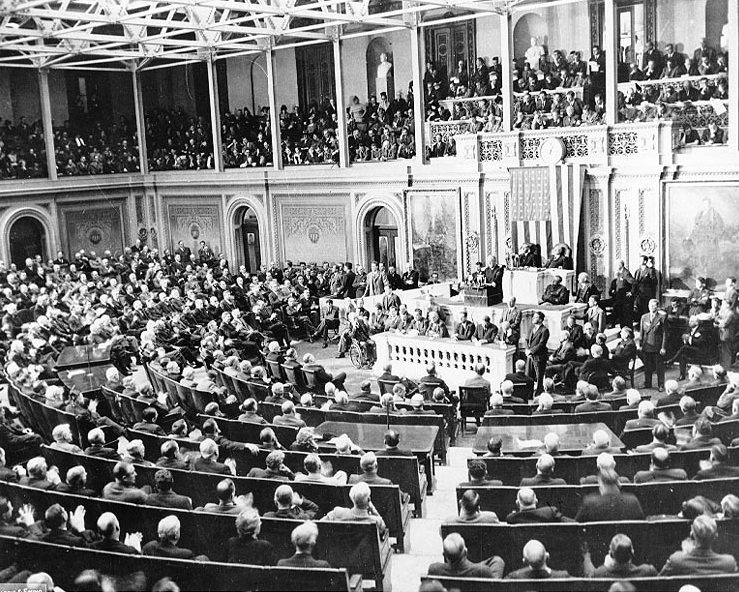
日本への宣戦布告を行うルーズベルト米大統領

会議は9時ごろに開始されたが、会議の最中に艦隊の損害状況の報告が入るたびに、ルーズベルトは一同に聞こえるぐらい大きなうめき声をあげ、会議の出席者はルーズベルトの苦悶に強い印象を植え付けられた。ルーズベルトはウッドロウ・ウィルソン政権で8年間も海軍次官補を務め、海軍に並々ならぬ愛情を抱いていた。自らもホワイトハウスで№1のヨットマンで、船舶模型の世界的なコレクターとして有名になるなど船と海を愛していた。そのルーズベルトが自分が手塩をかけて育ててきた海軍が油断につけこまれ、戦闘態勢もとれず満足に動くこともできずに係留されたまま大損害を被ったと聞いただけでみじめな想いとなり、フランク・ノックスアメリカ合衆国海軍長官に対し「たのむから、なぜ戦艦が列になって係留していたのかつきとめるんだ」と詰め寄ったのに対し、ノックスは「それが停泊のやり方なのです」と答えるのがやっとであった。その後会議に議会の重鎮らも合流したが、あまりのアメリカ軍のぶざまさに、その内の上院議員の1人が「我が軍の軍艦が真珠湾でアヒルのように捕まるということがなぜ起こったのです？やつらは我々がパンツを下ろしているところをどうやって捕まえたんです？我が軍の哨戒機はどこにいたんです？」と怒りの声を上げたが、ルーズベルトは「わからないんだよ、わたしにもね」と答えている。
会議の席ではルーズベルトが明日の両院合同議会で行う予定の演説の草案について話し合われたが、ルーズベルトの案がそのまま採用された。ルーズベルトは会議が午後10時45分に終わり自宅に帰った後も、深夜1時まで草案に手を加えていた。そして翌12月8日午後12時29分にルーズベルトは議会と国民に向けて演説を行った。。「アメリカ合衆国にとって恥辱の日」フレーズで「屈辱演説」などとも言われるこの演説は、ルーズベルトが完全に独力で書き上げたものであった。聴取率によればアメリカ国民6,000万人が聴いたという、ラジオ史上もっとも聴かれた演説となった。
その後にルーズベルトは「Pearl Harbor Address to the Nation」（＝真珠湾攻撃を国民に告げる）として、日本への宣戦布告を議会に求めた。アメリカ議会の上院は全会一致、下院は1人（ジャネット・ランキン）が反対したのみで、宣戦布告を承認した。その後、ルーズベルトがイギリス首相ウィンストン・チャーチルに「我々は同じ船に乗りました、日本は攻撃してきました」と報告した際、チャーチルは手を叩いて喜んだ。その後議会で日本軍の「卑劣な騙し討ち」を非難し、その日のうちに宣戦布告の誓約に署名して日本との戦争に突入した。
アメリカが参戦して以降、ルーズベルトは外交政策について国務省をほとんど頼らず、ハリー・ホプキンスのような個人的特使や大統領付軍事顧問であるウィリアム・リーヒなどとだけ相談して物事を進めてしまったため、国務省はルーズベルトが描いている戦争の遂行、終結についての構想を全く知らされていなかった。

### 第二次世界大戦

#### 参戦初期の敗退
真珠湾攻撃により太平洋戦争が開戦すると、日本軍は東南アジアに進軍してきた。アメリカの植民地であったフィリピンにも侵攻してきたが、フィリピンにはダグラス・マッカーサーが軍事顧問として赴任していた。ルーズベルトは対日関係悪化から日本との戦争は不可避と考えており、1941年7月にはマッカーサーを中将として現役復帰させると、在フィリピンのアメリカ軍とフィリピン軍を統合したアメリカ極東陸軍の司令官に任じた。ルーズベルトはマッカーサーに積極的な戦力増強を約束し、日本軍侵攻までに約20万人のアメリカ極東陸軍と新型爆撃機B-17を擁するハワイより強力な航空戦力をマッカーサーは手にしていた。さらに10万トンの増援物資がフィリピンに向かっており、100万トンがフィリピンへ輸送されるためアメリカ西海岸の埠頭に山積みされていた。しかし、マッカーサーは真珠湾攻撃の報告を受けながら、その対策の決断が付かず時間を浪費している間に日本軍による奇襲攻撃を受けて航空戦力は1日で半減、12月22日朝に日本軍がリンガエン湾から上陸しフィリピンの戦いが始まると、兵力的には圧倒しているはずのアメリカ極東陸軍は、精強な日本軍に敗れてしまった。そこでマッカーサーはマニラを放棄してバターン半島とコレヒドール島で籠城するように命じた。

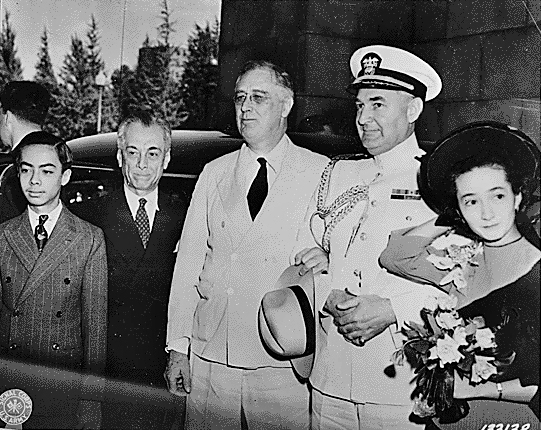
フィリピンから脱出したフィリピン・コモンウェルス大統領マニュエル・ケソン（左から2人目）とルーズベルト（同3人目）

マッカーサーはルーズベルトに救援を求めたが、ルーズベルトはフィリピンを見殺しにすることを決めた。それを知ったフィリピン・コモンウェルス（独立準備政府）大統領マニュエル・ケソンは、「この戦争は日本と米国の戦いだ。フィリピン兵士に武器を置いて降伏するよう表明する。日米はフィリピンの中立を承認してほしい」と申し出たが、ルーズベルトはそれを許さず「アメリカは抵抗の可能性ある限り（フィリピンから）国旗を降ろすつもりはない」という返事をケソンに行い、マッカーサーにケソンをフィリピンから脱出させるよう命じた。しかし、マッカーサーに対しては「そうすること（フィリピンを脱出すること）は白人が極東では完全に面子を失うこととなる。白人兵士たるもの、戦うもので、逃げ出すことなどできない」という考えに基づき脱出を許さなかった。最終的にルーズベルトが考えを変えたのは、日本軍の快進撃で直接の脅威を受けることとなったオーストラリアを防衛する必要が生じ、マッカーサーを司令官としたアメリカ、オーストラリア連合軍でオーストラリア本土を防衛させるため、マッカーサーにオーストラリアへ脱出するよう命じた。
フィリピンは陥落、東南アジアに派遣していたアメリカアジア艦隊も壊滅し、日本軍の快調な進軍を押しとどめることができなかったうえ、日本軍はアメリカ本土攻撃まで開始していた。連合軍の大方針は、まずはナチス・ドイツを打ち破ることを優先し、それまでは太平洋戦線での積極的な攻勢は控えるというものであったが、敗戦続きのうえ、アメリカ本土までが攻撃され、ルーズベルトは国民戦意の低下を懸念しており、日本本土を攻撃して戦意を煽ることを考えていた。そこで、アメリカ軍上層部は空母に陸上爆撃機を搭載して日本本土を爆撃するという奇策をルーズベルトに提案した。アメリカ軍のなかにも、戦術的な効果が殆ど望めない作戦で貴重な空母を必要以上の危険に晒すことに反対意見も根強かったが、ルーズベルトに忖度した軍上層部の強い意志で作戦は決行された。1942年4月18日、東京から700マイルの地点まで接近した空母ホーネットから、ジミー・ドーリットル中佐率いる16機の「B-25」が発艦した。日本軍は勝利続きで完全に油断しており、容易くアメリカ軍の爆撃を許した。B-25は東京のほか、横浜、横須賀、名古屋を空襲し、中国方面に離脱したが、16機全機が不時着などで失われた。日本がこの空襲で受けた被害は限定的であったが、この影響は大きなものとなり、ルーズベルトの狙い通りアメリカ国民の士気は大いに高まり、日本軍にも焦りを生じさせ、ミッドウェー海戦の勝利にも繋がっていく。

#### 日系人の強制収容とレイシズム

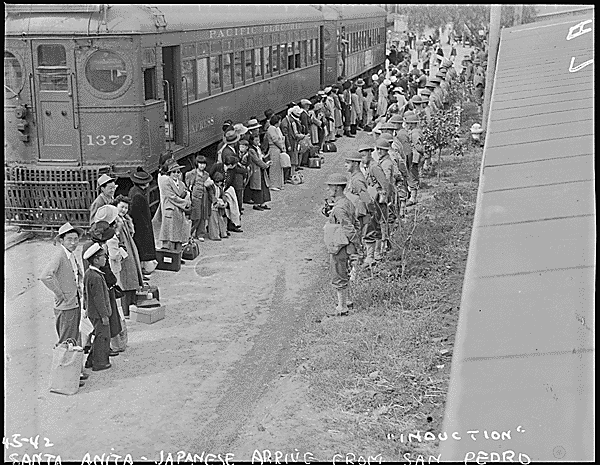
アメリカ軍兵士の監視下で強制収容所に運ばれる日系アメリカ人

アメリカ国内では従来からの人種差別に加えて、中国の侵略を続ける日本に対する警戒感から、日系人を「戦争勃発の際に危険性のある人物達」としてリストアップしていた。さらに真珠湾攻撃によりアメリカが参戦すると、その締め付けは一層厳しくなり、アメリカで生まれた二世も含め、すべての日本系が監視対象となった。そして、ルーズベルトは、外国人・治安諸法に基づき日本人、ドイツ人、イタリア人を適性外国人として認定する大統領令2525号、2526号、2527号に署名し、連邦捜査局はこれまでのリストアップによっって、日系一世でコミュニティの指導的立場であった2,000人以上を逮捕し、適性敵国人を抑留する「抑留所」に送った。マスコミも日系人がスパイ行為を行っているなどのフェイクニュースを繰り返し報道し、アメリカ国民の日系人に対する敵愾心を煽った。日系人居住地区では、理由なく規制が布かれるようになり、夜間外出禁止や旅行禁止といった移動の制限のみならず、家宅捜索、財産没収、銀行口座凍結までが行われるようになった。
しかし、日系人に対する弾圧はこれで止まることはなかった。アメリカ西部防衛司令部司令官ジョン・デヴィット中将は、日系人のアメリカに対する忠誠心を全く信じておらず、「ジャップはジャップだ」と言い放つと、太平洋岸の外国人・破壊工作対策を協議する議会小委員会に「太平洋岸の軍事的安全保障のためには、日系人全員の退避を含む広範な文民統制、破壊工作対策及びスパイ対策の確立が必要である」と進言した。議会小員会はデヴィットの進言通り、ルーズベルトに対して「戦略地域」から危険な存在である「日系人、その他すべての人々、外国人、市民を問わず」を即時退避させるよう勧告した。ルーズベルト自身もかつてから日系人を差別し、1920年代には、「白人と日本人の混血は、アジア人の血とヨーロッパ人やアメリカ人の血の混ざり合いを助長するとして反対」するなどと新聞紙上で主張し、1936年の大統領在任時に、日本とアメリカが開戦したのち、日本人船員と接触した日系人について「秘密裏に、しかし確実に身元を特定し、強制収容所に最初に収容されるべき人々の名簿に載せるべき」などとも主張しており 、日系人の弾圧には全く迷いはなく、アメリカ陸軍との協議の後、「軍司令官の裁量で軍事活動に重要とみなされる地域から,いかなる人物でも追放できる権限」を認めるとする大統領令9066号に署名した。この大統領令9066号により日系人の強制収容が開始された。
ルーズベルトが日系人の強制収容を断行した背景には、現代的な視点から判断すれば、レイシズムに基づいていたルーズベルトの人種観による影響も大きかったという指摘もある。しかしその人種観は決して一貫はしておらず、太平洋戦争会議（Pacific War Council）では、異人種間の結婚について「人類は、均等な機会が与えられるのならば、うまく混ざるだろう。（戦後は［引用者註］）我々が知っているような人種差別は軽減されて、世界の国々は人種のるつぼのようになるだろう」と語る一方で、駐米イギリス公使ロナルド・キャンベル（Ronald Hugh Campbell）との私的な会話では、ルーズベルトは、スミソニアン博物館の研究者であるアレス・ハードリチカによる、日本人の頭蓋骨は「われわれのより約2000年、発達が遅れている」という見解を紹介した上で、「人種間の差異を重視し、人種交配によって文明が進歩する」などと語り、「インド系やユーラシア系とアジア人種、欧州人とアジア人種を交配させるべきだ。だが日本人は除外する」、「日本人が敗北した後は、他の人種との結婚をあらゆる手段を用いて奨励すべきである」などとキャンベルに語ったという。
さらに1944年6月13日には、アメリカの新聞が「ルーズベルト大統領が、フランシス･E・ウォルター連邦議会下院議員からレターオープナーを贈呈されたが、それが日本兵の腕の骨から作られたものである」と報じた。その後ルーズベルトは、レターオープナーの返還と適切な葬儀を命じている。

#### 反抗開始

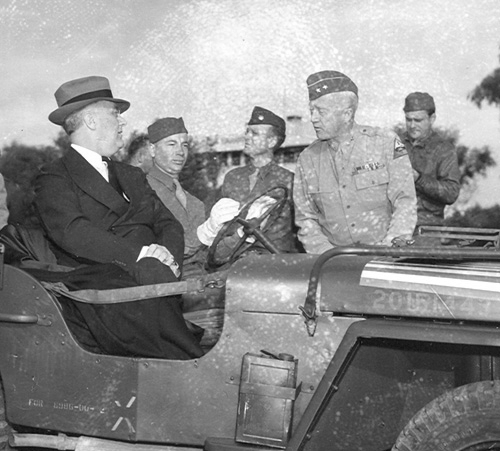
フランス領モロッコで北アフリカ戦線に従軍するジョージ・パットン将軍と話すルーズベルト

北アフリカ戦線ではエルヴィン・ロンメル大将率いるドイツアフリカ軍団が、イギリスの重要拠点トブルクを攻略し、エジプトに向けて侵攻中であった。第2回ワシントン会談中にトブルク陥落の報告を受けて愕然としているイギリス首相ウィンストン・チャーチルにルーズベルトは「どうしたら助けてあげられますか」と全面的な支援を申し出た。チャーチルは「できるだけ多くのM4中戦車をください。それをできるだけ早く中東に送ってください」と要請している。M4中戦車は生産が始まったばかりで、完成していた300輌は既にアメリカ軍の戦車師団に配備されていたが、ルーズベルトの政治的な決断により、そのM4中戦車300輌をそのままイギリスに供与することになった。M4中戦車はこの時点ではドイツ軍戦車を性能で凌駕しており、エル・アラメインの戦いでの勝利の原動力となり、北アフリカ戦線での連合軍勝利に大きく貢献した。
ルーズベルトは、ミッドウェー海戦の勝利で日本軍の勢いを押しとどめることに成功すると、ナチスドイツ打倒優先という連合軍の大方針を変更し、太平洋でも積極的な攻勢に出ることを決めた。まずは、ヨーロッパ70％に対して太平洋30％と決められていた投入される戦力や物資の割合を大きく変更して太平洋戦線にも大量の物資と兵力を投入した。特にルーズベルトは、オーストラリアに脱出後に南西太平洋方面最高司令官（Supreme Commander of Allied Forces in the Southwest Pacific Area 略称：SWPA）として日本軍への反抗の機会をうかがっていたマッカーサーの大統領選出馬を警戒しており、マッカーサーの歓心を買うために、周囲の反対を押し切ってまでマッカーサーが要求するだけの武器弾薬を送るといった大統領特命にサインしたほどであった。アメリカ軍は充実した戦力でウォッチタワー作戦を発動し、日本軍が飛行場を設営していたガダルカナル島に上陸した。ガダルカナル島の戦いは両軍死力を尽くした激戦となり、両軍の戦死者は約3万人、互いに大量の艦艇が沈んだので、ガダルカナル島の海域はアイアンボトム・サウンド（鉄底海峡）と称されるようにもなったが、激戦の末にアメリカ軍は勝利し、この戦い以降、日本軍は戦争の主導権を完全に失った。この後、ルーズベルトは連合国指導者たちと何回も会談して、戦争遂行の方針や、戦後処理について協議を深めていった。（詳細は#連合国首脳との会談参照）
ルーズベルトの戦争指導は常に国民世論に配慮したものとなった。アメリカ軍はミッドウエー海戦の勝利の裏で、日本軍のアリューシャン作戦でアリューシャン列島のアッツ島とキスカ島を失っていたが、アリューシャン列島はフィリピンなどとは異なりアメリカの領土であり、敵国にいつまでも領土を占領されていることが国民世論に悪影響を及ぼすと考えたルーズベルトは、「戦艦を動員して、キスカのジャップを吹き飛ばしたらどうか」とアーネスト・キング海軍作戦部長にアリューシャン列島への攻撃を促したこともあった。アメリカ統合参謀本部はアリューシャン情勢をほとんど重要視しておらず、アッツ島とキスカ島の日本軍を封じ込めて、厳重に防御に徹するべきマイナーな作戦地域だと考えていたが、ルーズベルトの強い意志もあり、奪還に乗り出すこととなった。1943年5月にアメリカ軍はアッツ島に上陸し、アッツ島の戦いが繰り広げられた。激戦の末、1812年の米英戦争以来、131年ぶりのアメリカ国土を敵から奪還する戦いに勝利した。

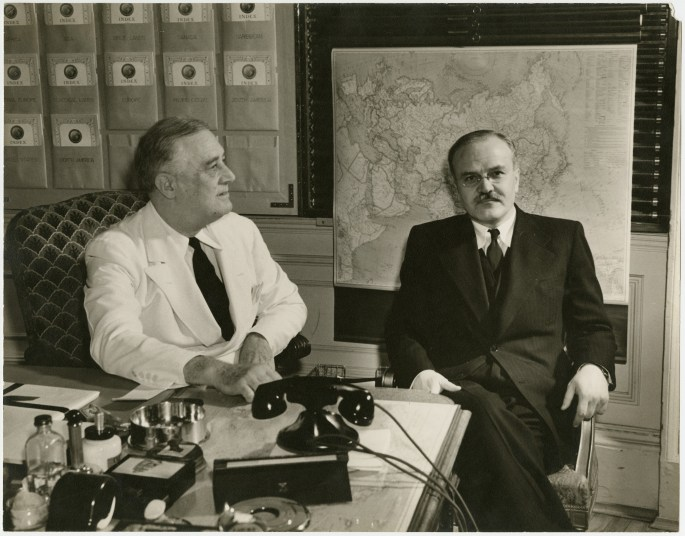
ソ連のヴャチェスラフ・モロトフ外相と会談するルーズベルト

西ヨーロッパをナチス・ドイツに席巻されて以降、イギリス海峡を渡りフランスに進攻して、西ヨーロッパを奪還した後に、ドイツの中心部に直接的大打撃を加えるというのが、ルーズベルトの悲願となっていたが、ソ連の最高指導者ヨシフ・スターリンも、ルーズベルトとチャーチルに対して、可及的速やかに西ヨーロッパに進攻してドイツ軍を東西から挟撃するように要請し続けた（第2戦線）。1942年5月29日、ソ連のヴャチェスラフ・モロトフ外相がルーズベルトの招きでアメリカを訪問し、ルーズベルトやその顧問や軍の高官と協議して、1942年中にヨーロッパに第2戦線を創設するという緊急課題への理解とレンドリースの増加と迅速化の約束を取り付けた。しかし、ルーズベルトとチャーチルの間にはかなりの戦況判断の違いがあり、アメリカ軍はモロトフとの合意を実現するべく、ラウンドアップ作戦やスレッジハンマー作戦などのフランス進攻作戦を策定したが、チャーチルは連合軍のフランスへの進攻は時期尚早と判断しており、いきなりフランスに進攻するのではなく、まずは地中海を制してからイタリアに進攻した後でも遅くはないと考えていた。
その後、北アフリカ戦線で連合軍が勝利し、ハスキー作戦でシチリア島を占領、さらには、イタリア本土に連合軍が上陸すると、ベニート・ムッソリーニが失脚していたイタリアがたまらずに連合軍に降伏し、連合軍は目標であった地中海の制海権を確保できてフランス進攻への機運が高まった。しかし、チャーチルは、ドイツ軍の防備が固いフランスへの大規模な上陸作戦の実現性には懐疑的で、連合軍は北イタリアに上陸してイタリアからドイツ本土に進撃すべきと考えていた。チャーチルには、第一次世界大戦でイギリス軍がフランスで甚大な損害を被ったというトラウマがあり、これを避けたいという意向と、戦後を見据えてのバルカン半島へのソビエト連邦の進出阻止という目論見があった。及び腰のチャーチルに対してフランスへの進攻はルーズベルト主導で進められ、1943年11月のテヘラン会談を経て、ついにアメリカ軍とイギリス軍を主力とする連合軍部隊がフランスに上陸して第2戦線を構築し、ドイツを東西から挟み撃ちにすることが決定された。

#### 戦争終結に向けて

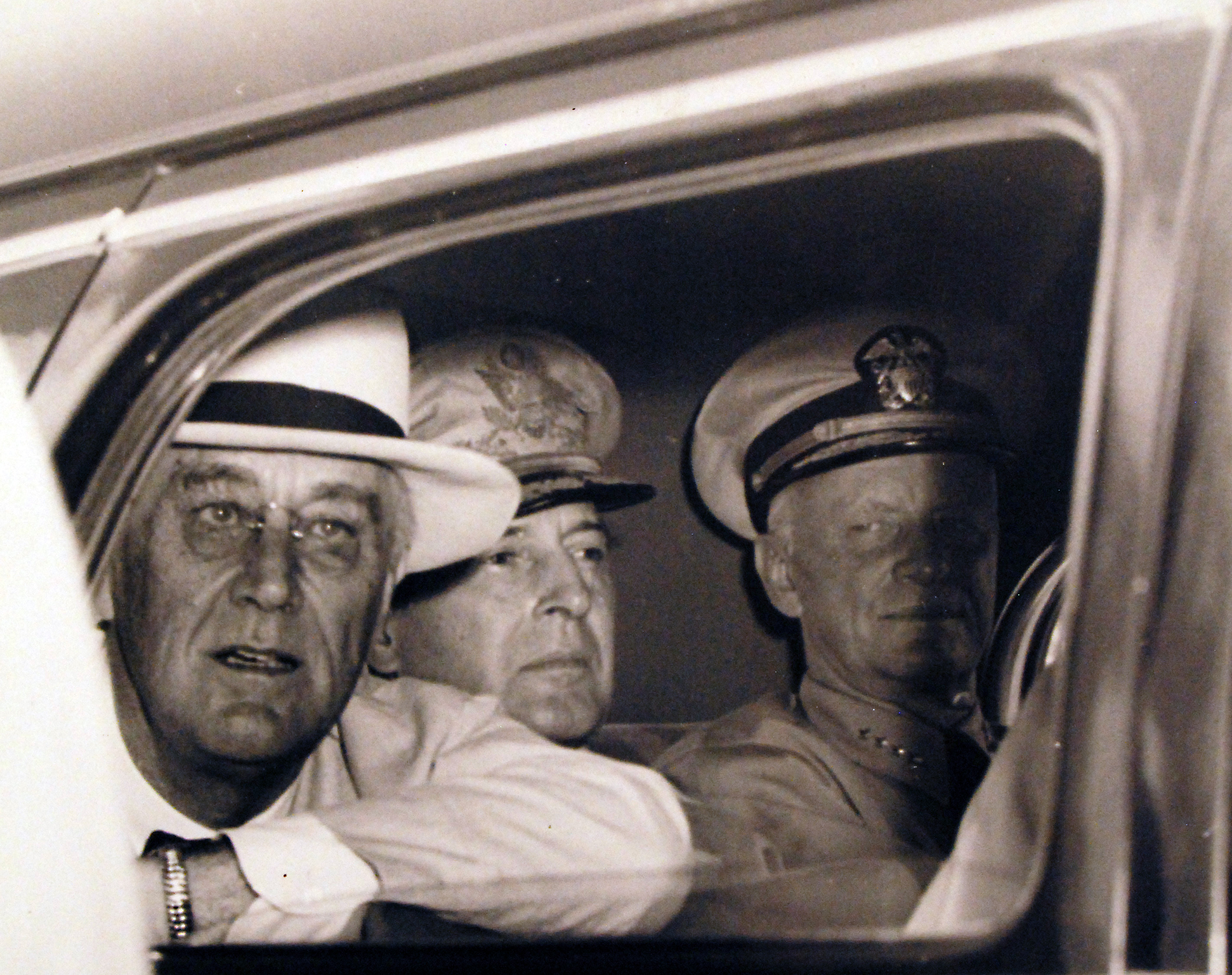
ハワイで会談したルーズベルト（手前）ダグラス・マッカーサー（中央）チェスター・ニミッツ（奥）

ノルマンディー上陸作戦に成功し、ナチス・ドイツを東西から挟撃することが実現して、戦争終結の道筋が見えてきたが、この頃にはルーズベルトは体調が悪化しており、戦争の最期の詰めの判断に迷いが生じることとなる。オーストラリア脱出後に再起し、日本軍を打ち破りながら北上してきたマッカーサーが汚名を返上するために、フィリピン奪還を主張していた。しかし、アーネスト・キング合衆国艦隊司令長官兼海軍作戦部長やチェスター・ニミッツ提督らアメリカ海軍はサイパンの戦いなどでマリアナ諸島を確保しており、フィリピンは遥かに低い軍事的優先順位となり、迂回して海と空から封鎖するだけで十分であると主張した。フィリピン迂回の流れに危機感を覚えたマッカーサーは、マスコミを利用してアメリカ国民の愛国心に訴える策を講じた。アメリカの多くの新聞が長期政権を維持し4選すら狙っている民主党のルーズベルトに批判的で、共和党びいきとなっており、共和党寄りのマッカーサーを褒め称える論調を掲げる一方で、民主党のルーズベルトに対しては、一日も早く戦争に勝利するためもっとよい手を打つべきなどと批判的な報道をし、ルーズベルト人気に水をさしていた。マッカーサーは新聞等を通じ「1942年に撃破された我々の孤立無援な部隊の仇をうつことができる」「我々には果たせねばならない崇高な国民的義務がある」などと主張し、自分がフィリピンを解放しない場合には、ルーズベルトがアメリカ国民から「極度の反感」を買うに違いないと警告した。
マッカーサーの思惑どおり、アメリカ軍内でもフィリピン奪還を賛同する意見も増えて、アメリカ軍内の意見も真っ二つに割れていた。アメリカ軍内の対立を問題視したルーズベルトは、マッカーサーとニミッツに直接意見を聞いて方針を決めることとし、1944年7月26日に両名をハワイに呼び出した。迫力を欠くニミッツの説明に対して、マッカーサーは、フィリピンの奪還は軍事的問題ではなく道義的な問題として捉えるようにと捲し立て続けた。さらには人払いをしてルーズベルトと2人きりになったマッカーサーは、1944年の大統領選を見据えて、「アメリカ国民の激しい怒りは貴方への反対票となって跳ね返ってくる」と脅した。3時間ものマッカーサーの独演会からようやく解放されたルーズベルトは疲労困憊しており、同行した医師にアスピリンを2錠処方してもらうと「私にあんなこと言う男は今までいなかった。マッカーサー以外にはな」と語っている。マッカーサーもルーズベルトの肉体的な衰えに驚いており、「彼の頭は上下に揺れ、口は幾分ひらいたままだった」と観察し、「次の任期まではもたない」と予想していたが、事実そのとおりとなった。翌日にルーズベルトは「ダグラス、君の勝ちだ。私の方はアーネスト・キングとやりあわなければいけないな」とフィリピン攻略を了承した。かつての卓越した雄弁家も、肉体の衰えもあって完全に舞台負けした形となった。
ルーズベルトはマッカーサーのフィリピン奪還についても最大限の支援を約束した。マッカーサーに率いられてレイテ島に向かうアメリカ艦隊は、単なる輸送作戦の延長に過ぎなかったノルマンディー上陸作戦とは異なり、12隻の戦艦や20隻もの空母を含む史上空前の大遠征部隊であった。その艦隊に乗り込んでいる兵士は175,000人もの大兵力で、これもノルマンディーを上回っていた。ルースベルトによる太平洋戦線重視の方針は、打倒ナチス・ドイツ優先方針であったチャーチルにも是認され、ヨーロッパ戦線への増援や補給が滞ることとなり、連合国遠征軍最高司令官（Supreme Commander, Allied Expeditionary Force、略称：SCAEF）ドワイト・D・アイゼンハワー元帥が憂慮するほどであった。のちにこのヨーロッパ戦線での停滞が、ナチス・ドイツの最期の反撃であるバルジの戦いを招くことになる。

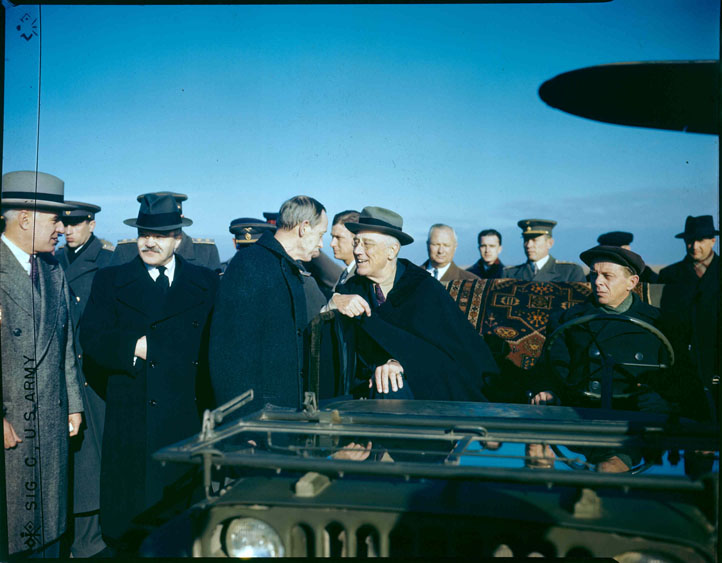
ヤルタに出発するルーズベルト

マッカーサー主導で始まったフィリピンの戦いも両軍死力を尽くした戦いとなった。アメリカ軍も大きな損害を被ったが、中でもレイテ沖海戦で日本軍が開始した神風特別攻撃隊にルーズベルトは大きな衝撃を受けた。特攻による大損害の報告を聞いたルーズベルトはチャーチルに対して、「カミカゼが連合軍艦隊に与えている死傷者を懸念し、戦争の早期終結への期待が低下している。」と語っている。フィリピンの戦いで、アメリカ軍は特攻による損害も含めて、戦闘での死傷79,104名、戦病や戦闘外での負傷93,422名という第二次世界大戦でも最大級の損害を被り、ルーズベルトは太平洋戦線でのアメリカ兵の死傷者の増大に悩んでおり、ソ連の対日参戦により早期の戦争終結を望み、1945年2月のヤルタ会談でソビエト連邦に大幅に譲歩した「極東密約」を結んだ。ルーズベルトは「ロシア人が日本を打倒する手助けをしてくれるという大きな利益に比べれば、千島は小さな問題に思われた」と考えて、ヤルタ会談での合意を喜んだが、のちにこの合意が禍根を残すことになった。（詳細は#連合国首脳との会談参照）
太平洋戦線は大規模な水陸両用作戦を連続して行う必要があることから、陸軍が中心となるヨーロッパ戦線とは異なり陸海空3軍の緊密な連携が必要であった。そのため、陸軍のドワイト・D・アイゼンハワー元帥が、連合国遠征軍最高司令官（Supreme Commander, Allied Expeditionary Force、略称：SCAEF）として一元統括したヨーロッパ戦線と異なり、太平洋戦線は、陸軍のマッカーサーが南西太平洋方面の連合軍を指揮する南西太平洋方面最高司令官（Supreme Commander of Allied Forces in the Southwest Pacific Area 略称：SWPA）、海軍のニミッツが太平洋中央の連合軍を指揮するアメリカ太平洋艦隊司令長官兼太平洋戦域最高司令官（Commander in Chief, United States Pacific Fleet and Commander in Chief, Pacific Ocean Areas. 略称：CINCPAC-CINCPOA）として二元統括していた。日本本土侵攻作戦「ダウンフォール作戦」が、第2回ケベック会談においてチャーチルとの間で合意され、作戦計画策定が進んでいたが、日本本土は従来の作戦区域からすれば、ニミッツの太平洋戦域最高司令部が担当であった。しかしマッカーサーはこれを不満に思っており「我々は現在、人為的な区分境界線及び指揮機構によって、極めて不利な状況下にあるので、対日戦争の究極の成功は、もっとも重大な危機にある」という意見書をアメリカ陸軍参謀総長に送って激しく抗議している。マッカーサーの激しい抗議に対し、ルーズベルトはこの問題の解決を先送りにして、マッカーサーとニミッツの間の軋轢やライバル意識は悪化していく一方であった。

#### 対中国政策
中国が経済的・軍事的に弱体化して日本と単独講和をする可能性があったため、ルーズベルト政権は対中援助政策を積極的に行った。蔣介石の国民革命軍が日本軍に敗北を繰り返し、多くのヨーロッパ諸国やアジア諸地域が枢軸国に占領され連合国戦線から脱落しているにも関わらず、ルーズベルトは中国を戦線からの脱落をさせないために軍事援助の借款や蔣介石のカイロ会談出席と台湾の返還、さらに沖縄の中国による領有を主張し（蔣介石は沖縄領有を断った）、中国の常任理事国入りを強く希望し、米英ソ中が世界平和の維持する「四人の警察官構想」を抱いていた。ルーズベルトは米英の支援を受けた中国軍が中国の日本軍を撃破して、米軍のB29機が中国から日本本土へと空襲、中国軍が朝鮮半島から日本本土に侵攻する対日戦略を想定したが、これは中国の戦力の実態を認識していないルーズベルトがテヘラン会談におけるソ連の役割をカイロ会談で中国に当てはめたようなものであまりにも無理な作戦であった。しかも、ヨーロッパ戦線がアメリカの主要な関心事だったので、中国戦線に十分な物資を割り当てることができず、1942年のビルマの戦いで日本軍によって援蔣ルートが遮断されると、1944年にそれが復活されるまでの間は物資輸送は空輸に頼らざるを得ず、深刻な物資不足に陥った。また、中国は列強のソ連とは軍事力も工業力も経済力も大きく隔絶していた。
カイロ会談で米英中は対日戦継続を宣言したが、ルーズベルトの期待に反して1944年の大陸打通作戦で国民革命軍は日本軍に大きな打撃を受け、軍事的考慮よりも政治的考慮を優先したルーズベルトの対中政策は統合参謀本部から強硬に批判され、アメリカ側は対日戦略をアイランド・ホッピングに変更した。
ルーズベルトの対中姿勢は理想的であったが、チャーチルとスティルウェルの対中姿勢は現実的であった。チャーチルは、中国を対日軍事拠点とする事、蔣介石をカイロ会談に出席させる事、台湾を中国に返還する事に反対し、さらにスターリンに対してと同じく中国へも常任理事国入りするのを反対した。回顧録では「（カイロ会談の時）蔣介石は権力の絶頂に立っていた。アメリカ人の目には彼は世界第4位の国の指導者であり、新アジアのチャンピオンだった。私はこういったものは過剰であって、中国の戦闘能力にしても未来の地位にしても疑問に思っていた」。

これ以外にも、歴史家や野党の共和党議員などからは、「ルーズベルトは日本軍の真珠湾攻撃についての情報を前もって入手しており、アメリカが第二次世界大戦に参戦する理由づけとしてそれを看過した」と主張がなされることがある。
また、アヘン戦争のころから中国とアヘンを含む貿易を手広く行って財を為した母方の祖父の影響で、ルーズベルト本人が幼いころから中国文化に深い愛着を持ち、中国人に対して同情的かつ友好的な考えを持つ親華派であることを明言していた。

#### 原子爆弾の開発政策（マンハッタン計画）
ルーズベルトは、1939年にレオ・シラードとアルベルト・アインシュタインのからの書簡を契機に、原子爆弾の開発計画であるマンハッタン計画を推進した。1941年にイギリスからユダヤ系科学者オットー・フリッシュとルドルフ・パイエルスの記した核エネルギーの兵器応用のアイディアを伝えられ、核兵器実現の可能性が高まると、1942年6月、ルーズベルトは国家プロジェクトとしての研究着手を決意する。プロジェクトの実施にあたっては「陸軍マンハッタン工兵管区」と名称が付けられた組織が行うこととなった。責任者はレズリー・リチャード・グローヴス准将が1942年9月に着任した。

#### 連合国首脳との会談

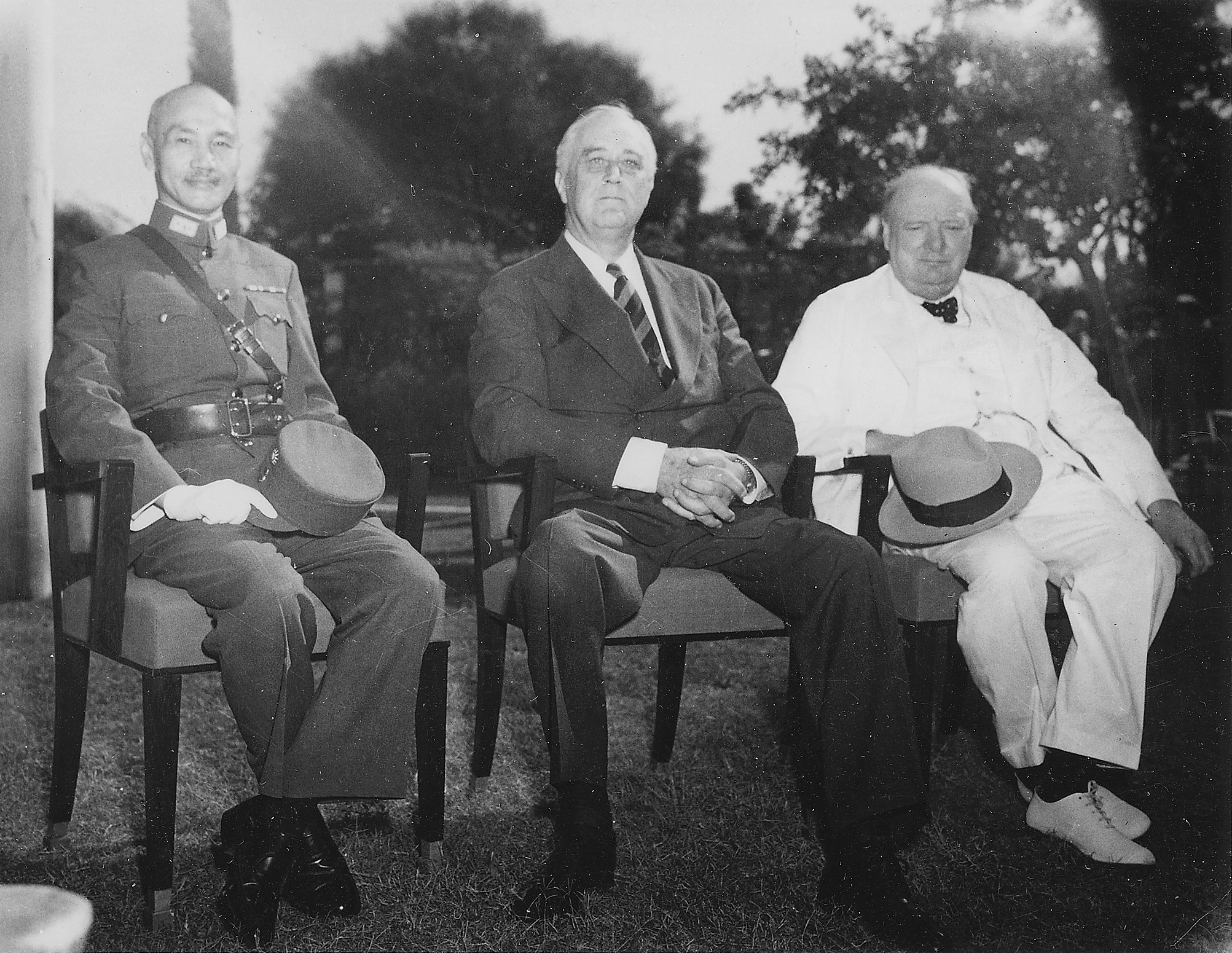
カイロ会談で蔣介石とチャーチルとともに

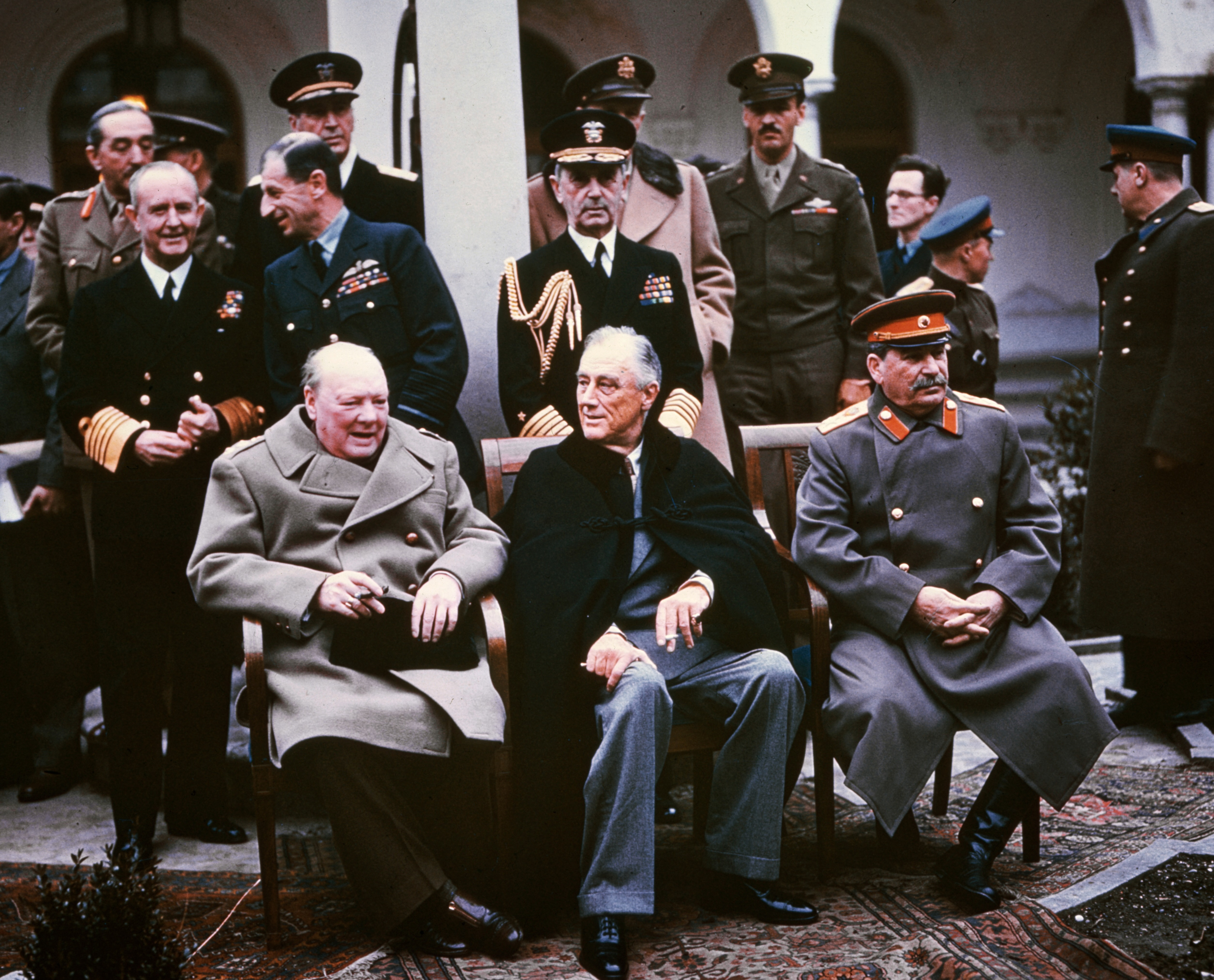
ヤルタ会談の三巨頭

ルーズベルトは、大戦中に数度にわたり他の連合国首脳と会談している。
1943年1月14日には、イギリスのチャーチル首相と会談するためフロリダ州マイアミからモロッコのカサブランカに出発した。彼は飛行機で外国を訪問した最初のアメリカ大統領になった。
会合は1月24日に終えたが、会談最終日にルーズベルトは第二次世界大戦の趨勢に重大な影響を及ぼすことになる「枢軸国との一切の和平交渉を拒絶し、無条件降伏を唯一の戦争終結とする。」という原則を表明した。
これは戦争の終結において条件付き講和という方法が遮断され無条件の降伏しかないならば、枢軸国は敗戦濃厚となっても休戦という決断は取らないで必然的に破れかぶれで戦争の継続を突き進む可能性が高いと考えられ（実際にドイツはそうなった）、弊害の方が大きいとしてチャーチルはじめ反対意見が少なくなかった。
またチャーチルはイタリアを枢軸国側から離脱するよう誘うためにも、枢軸国一律に無条件降伏を要求することは同意していなかった。
しかしこうした重大な政治的、軍事的要素をはらむ問題にもかかわらず、ルーズベルトは事前に国務省から意見を聞いたり、チャーチルから承諾を得たりすることも無しに、独断で連合国首脳の総意であるかのように記者会見でコメントした。
これは当時、アメリカ世論がルーズベルト政権に対して「戦争の早期終結のため枢軸国勢力と安易に取引するのでは？」と不信感を抱いており、ルーズベルトはこの疑惑を払拭する何らかの意思表示をする必要性から無条件降伏の原則を発表した。
ルーズベルト政権に疑惑が生じた背景には、その前年の1942年に米英軍が実施した親ドイツ姿勢のヴィシー・フランスが支配する北アフリカへの上陸作戦（トーチ作戦）がある。自国内でナチス・ドイツが行うユダヤ人迫害政策に加担したヴィシー・フランス軍司令官フランソワ・ダルランと、ルーズベルト政府が秘密裏に休戦交渉していたことが露見、アメリカのマスコミに「ルーズベルトはファシズム勢力と妥協した」と激しく非難される経緯があった。
同年11月にはエジプトで行われたカイロ会談において、中国の蔣介石総統とチャーチル首相とアジアにおける戦後処理について話し合った。その後チャーチル首相とともにイランのテヘランに移動してソ連のヨシフ・スターリン書記長と会談。
1944年10月14日、ルーズベルトは日本の降伏を早めるために駐ソ大使W・アヴェレル・ハリマンを介してスターリンに対日参戦を提案した。同12月14日にスターリンは武器の提供と南樺太と千島列島の領有を要求、ルーズベルトは千島列島をソ連に引き渡すことを条件に、日ソ中立条約の一方的破棄を促した。また、このときの武器提供合意はマイルポスト合意といい、翌45年に米国は、中立国だったソ連の船を使って日本海を抜け、ウラジオストクに80万トンの武器弾薬を陸揚げした。
翌1945年2月4日から11日にかけて、ソビエト連邦クリミア半島のヤルタで、ルーズベルト、チャーチル、スターリンによるヤルタ会談が開かれ、大戦後の国際秩序や発足が議論されていた国際連合についての協議が行われた。また、日本の領土分割などについても話され、ヤルタ会談ではこれが秘密協定としてまとめられた。

この会期中2月9日に開かれた英米軍事会議においてルーズベルトは、チャーチルから「戦争が1年でも半年でも短縮されるならば意味がある。」としてドイツ、日本との戦争終結に際しての降伏条件をいくらか緩和するように提言された。それに対しルーズベルトは「そうした考えは、世界情勢に無知であり、今なお自国に有利な譲歩を得られると考える日本人に、そのような条件緩和を行うことが有効だとは思えない。」と一蹴し、あくまでも無条件降伏を要求し続けるとの姿勢を固持した。
そしてヤルタ会談においてルーズベルトは、ドイツ降伏後も当分の継続が予想された対日戦を、降伏条件を緩和することなしに早期に終結させるため、スターリンに対し千島列島、南樺太のソ連への割譲を条件にドイツ降伏後3ヶ月以内の対日参戦を要求した。
後にソ連が満州に侵攻する。
1945年2月ヤルタ会談から米国に戻る途中、スエズ運河に停泊中の米巡洋艦上にて、イブン・サウード国王と会見している。

### 勝利を目前にしての死去

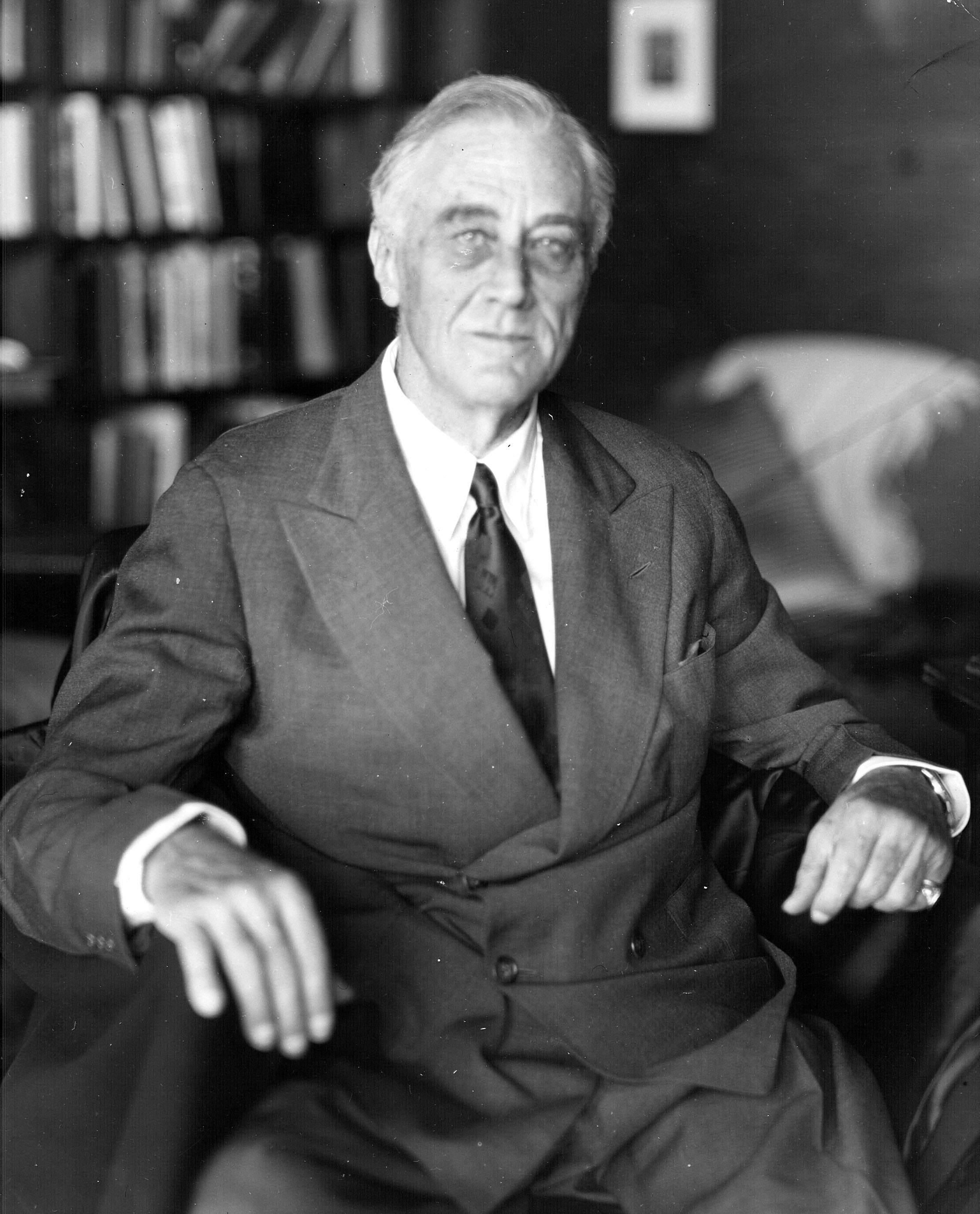
死の前日に撮影された、ルーズベルトの生前最後の写真

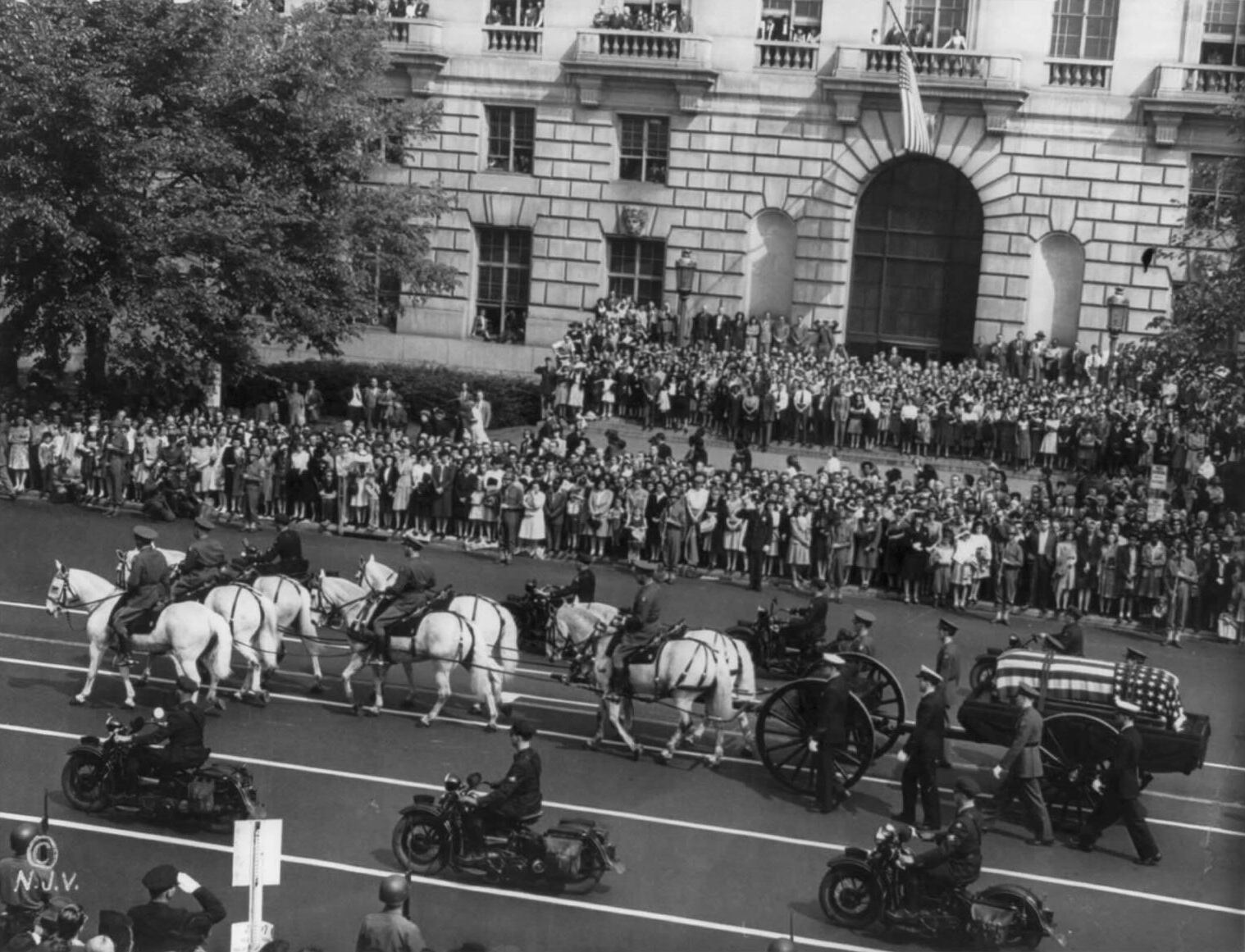
ルーズベルトの葬列(1945年4月14日)

ルーズベルトは共和党候補トーマス・E・デューイに勝利し、1944年11月7日に先例のない4選を果たした。
4期目就任からわずか3ヶ月後の1945年4月12日、静養先のジョージア州ウォームスプリングスにある別荘で肖像画の制作途中に頭痛を訴えて倒れ、意識を失う。ルーズベルトはその後、午後3時35分に死去した。63歳没。
死因は高血圧性脳出血であり、死亡日の血圧は300/190 mmHgであった。1年前から最高血圧は200 mmHgを超えていた。当時、高血圧の薬は実験的な報告が出たばかりであり、治療法はなかったという。これに伴い、副大統領ハリー・S・トルーマンが大統領に昇格した。その後、5月にはドイツ、8月には日本が降伏。つまり、ルーズベルトの死は、第二次世界大戦の終結と連合国の勝利を目前にした死であった。ルーズベルト死去の公式発表は、当日に戦死した軍人とともに、戦闘犠牲者として銘記する形でなされた。
死の翌朝、ルーズベルトの遺体は国旗で覆われた棺に納められ、大統領列車に積み込まれてワシントンD.Cへ運ばれた。ホワイトハウスまでの葬列には、何千人もの人々が追悼のために集まった。4月14日にホワイトハウスで葬儀が行われた後、遺体は再び列車に積み込まれ、ワシントンから生誕地であるハイドパークへ移送された。4月15日、故人の遺言により、ハイドパークの生家の庭にあるバラ園に埋葬された。妻のエレノアや愛犬のファラも死後、彼の隣に埋葬されている。

## その他

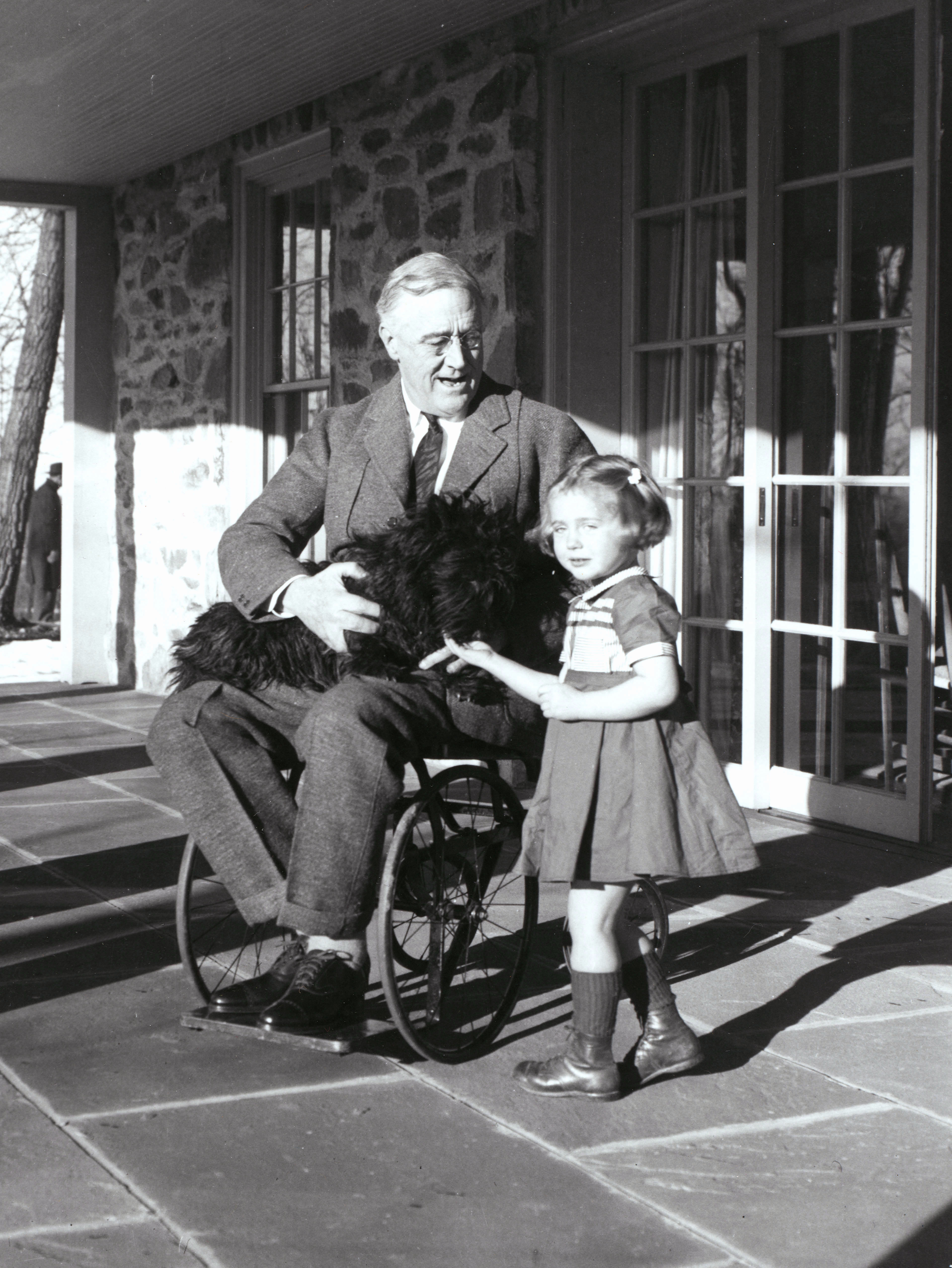
愛犬ファラを抱え、庭師の孫娘と共に写った一枚。車椅子姿のルーズベルトを写した稀少な写真。

- 1913年にエレノアの社交秘書を務めたルーシー・マーサー・ラザーフォード（英語版） と恋仲となり、一時はエレノアとの離縁も考えていた。後に別の男性と結婚するが未亡人となったルーシーは、大統領在任中のルーズベルトと再び秘密裏に交際するようになり、1945年の急死時も付き添っていて最期を看取った[126][127]。従姉妹のマーガレット・サックリー（英語版）とも親密な間柄であった[5]。
- 1921年8月10日(39歳)にカナダ・カンポベロ島の別荘でポリオを発症する。その後遺症により下半身がほとんど麻痺し、日常生活では車椅子を常用していた。生前は車椅子姿を見られるのを非常に嫌ったため、訪問先の植木や立ち木をカムフラージュのために植え替えさせるなど、自身の障害を知られないよう事細かく指示した。また、マスコミもあえて積極的に報道しなかったため、ルーズベルトに障害のあったことは当時のアメリカ国民にはほとんど知られなかった。車椅子姿をとらえたメディアはほとんど無く、写真が2枚ほど残されているだけである。
  - ルーズベルトが実際に罹患したのはギラン・バレー症候群であったと推測する症状比較研究がある[128]。それによれば、彼の症状の8項目のうち6項目についてはギラン・バレー症候群の症状との整合性が高く、2項目についてはポリオとの整合性が高かったという。しかし、ルーズベルトの脳脊髄液は採取されなかったので、正確なことは分かっていない。
  - 2001年に米国の身障者協会の運動で、ワシントンに車いす姿のルーズベルトの銅像が立てられた[129]。
- 第二次世界大戦中の1942年、連邦政府職員とその家族のための保養所として1938年に開設されたハイ・キャトクティンを大統領専用の別荘兼避難所に選定し、イギリスの作家ジェームズ・ヒルトンの小説『失われた地平線』に登場するユートピアにちなんでシャングリラに改名した（後にキャンプ・デービッドに改称）[130]。
- 1944年9月23日、ワシントンD.C.で大統領選挙戦を開始したスピーチは「ファラ・スピーチ」と呼ばれる。アリューシャン列島にアメリカ海軍の駆逐艦を派遣して愛犬のスコティッシュ・テリアのファラを迎えに行かせたという批判に言及したため。
- 肖像は、米国の10セント銀貨に採用されている。
- 切手収集家としても有名であり、在任中に発行された多くの切手について、郵政当局に発行の要望を提案、実現させたのみならず、デザインの選定やシリーズの構成にまで関与した（歴代大統領肖像図案の普通切手、国立公園切手、枢軸国に占領された国の国旗切手など）。切手収集家のためのサービス向上にも熱心で、販売カタログに切手の一部しか載せないとした規制に柔軟に対応させるように法改正を進めた[要出典]ほか、切手発行初日に特別の消印を使用させるなど、様々な施策をとった。個人的な趣味が行政に影響を与えたが、関与した切手や導入させた施策は内外の切手収集家により、現在でも高く評価されている[要出典]。またモナコで戦後発行された追悼切手には切手を整理するルーズベルトの姿が描かれている。
- 推理小説の大ファンでもあり、シャーロック・ホームズ愛好家の団体ベーカー・ストリート・イレギュラーズの会員であった。また、彼自身が思いついたプロットでS・S・ヴァン＝ダインらが『大統領のミステリ』と題するリレー長編を執筆した[要出典]こともある。
- ハーバート・フーヴァーは自著『裏切られた自由』において、1946年5月にダグラス・マッカーサーと会談し、「我が国は、この戦いの重要な目的を達成して日本との講和が可能である。(早い時期に講和していれば、その後の)被害はなかったし、原爆投下も不要だったし、ロシアが満州に侵入することもなかった」とマッカーサーに語り、「日本との戦争が、狂人が望んだものだというと、マッカーサーは同意した」と記述しており、マッカーサーもそれに同意して「ルーズベルトは1941年9月には近衛文麿との講和が可能だった」と述べたと、ルーズベルトについて手厳しく批判を重ねている[131]。
  - 歴史学者・政治学者のチャールズ・ビアードは、「1941年11月25日、この最後通牒が日本に通達される前日、暫定協定に関する結論がまだ出ていなかったはずの時間に、ルーズベルト大統領とその戦時内閣は平和の展望ではなく、戦争について、戦争をどのようにして始まるかを巡って議論をしていたのだった」[132]と述べ、対日強硬策をとったハル・ノートを批判した[133]。
- ルーズベルトとマッカーサーは大統領就任時から密接な関係が続いた。当時マッカーサーはアメリカ陸軍最年少のアメリカ陸軍参謀総長であったが、世界恐慌の対策で軍事費削減方針であったルーズベルトに「大統領は国の安全を脅かしている、アメリカが次の戦争に負けて兵隊たちが死ぬ前に言う呪いの言葉は大統領の名前だ」と辞任覚悟で詰め寄ったことがあった。ルーズベルトは自分に反抗的ながらマッカーサーの有能さを高く評価しており、ニューディール政策の一つとして行った CCC（市民保全部隊）による失業者救済政策に協力を要請、マッカーサーはニューディール政策に反対であったが、陸軍の組織力や指導力を活用して協力し、初期の成功に大きく貢献している[134]。その後もマッカーサーを手放すことはなく、異例の参謀総長任期の延長を行っている。任期を終えたマッカーサーは、フィリピン・コモンウェルス大統領ケソンの招きでフィリピン軍の軍事顧問に就任したが[135]、やがてアメリカと日本の関係が悪化すると、戦争に備えるためルーズベルトのたっての願いでマッカーサーは現役復帰している。その際マッカーサーはルーズベルトに『日本軍が我が島嶼への空襲能力を欠くため、フィリピンは保持できる』という報告書を提出しているが、ルーズベルトはマッカーサーをうまく使いながらも全く気を許してはおらず、「マッカーサーは使うべきで信頼すべきではない」「我が国で最も危険な人物2人はヒューイ・ロングとダグラス・マッカーサーだ」などと語っており[136]、この報告書をマッカーサーの弱みを握るためにずっと手元に保管していた[137]。 また、政治への進出にマッカーサーが強い野心を抱いているのを見抜いており、「ダグラス、君は我が国最高の将軍だが、我が国最悪の政治家になると思うよ」と釘を刺したこともあったり[138]、1944年の大統領選ではマスコミからルーズベルトの最大のライバルと報じられていたが、オーストラリアの首相ジョン・カーティンからマッカーサーにはその気はないと聞かされると、大変に喜んでいたという[80]。しかしルーズベルトはマッカーサーをうまく使いこなし絶大な実績をあげさせた。これは、ルーズベルト死後に大統領となったハリー・トルーマンがマッカーサーを使いこなすことができず、衝突を繰り返し、最後は朝鮮戦争時の解任劇に繋がっていったのとは対照的であった[139]。
- 1938年の夏、ルーズベルト大統領とスミソニアン博物館が共同実施した調査航海[140]によって得られた標本を元に、ヨコエビのNeomegamphopus roosevelti (Shoemaker 1942) という種が記載された[141]。
- 野球好きで知られ、ニューヨークタイムズの記者に送った手紙に「一番面白い野球のスコアは8対7だ」と記した[142]。このエピソードから8対7の試合のことを「ルーズヴェルト・ゲーム」という。[143]
- 1941年、ロイヤル・ソサエティ・オブ・アーツよりアルバート・メダルを授与された。

## マルチメディア
|  | ルーズベルトの対日宣戦布告演説 連邦議会 、1941年12月8日。（3.1 MB、 ogg / Vorbis 形式） "A date which will live in infamy" 同演説の " A date which will live in infamy "「屈辱のもとに生きる日」という有名な箇所。（168 KB、 ogg / Vorbis 形式） 「4つの自由」演説（1941年1月6日） （32:02より） うまく聞けない場合は、 サウンド再生のヒント をご覧ください。 |

## フランクリン・ルーズベルトが登場する作品

### 映画
- 『ルーズベルト物語』（1960年） - ルーズベルトの伝記映画。ラルフ・ベラミーが演じた。
- 『アニー』（1982年） - エドワード・ハーマンが演じた。
- 『パール・ハーバー』（2001年） - ジョン・ヴォイトが演じた。
- 『ルーズベルト 大統領の保養地』（2005年） - TVムービー。ケネス・ブラナーが演じた。
- 『私が愛した大統領』（2012年） - ビル・マーレイが演じた。